# Fernando González (tenista)
Fernando Francisco González Ciuffardi (Santiago de Chile, 29 de julio de 1980) es un ex tenista chileno, considerado el mejor tenista de su país durante los años 2000. En el Circuito Mundial de la ATP ganó catorce títulos, once individuales (ATP 250) y tres en dobles (uno olímpico y dos ATP 250). Individualmente alcanzó la final del Abierto de Australia en 2007, así como de los Masters 1000 de Madrid en 2006 y Roma en 2007. Su mejor puesto en la Clasificación de la ATP individual fue el quinto en 2007 y en dobles, el 25.º en 2005. Terminó en 2006 y 2007 entre los primeros diez del mundo y participó en el Torneo de Maestros en 2005 y 2007. En 2015 alcanzó el número 1 del mundo a final de temporada en el Circuito de Campeones de la ATP, donde ganó cinco títulos.
Tuvo una de las derechas más potentes del circuito, incluso, la «mejor derecha de ataque de la historia del tenis» según numerosos especialistas internacionales. En 2016 fue considerado por la ATP como uno de los veinte mejores tenistas en la Era Abierta sin algún título de Grand Slam.
Representó a Chile en la Copa Davis —cuartofinalista en 2006 y 2010—, en la Copa Mundial por Equipos —campeón en 2003 y 2004—, y en los Juegos Olímpicos —un oro, plata y bronce—, siendo la «persona chilena con más medallas olímpicas en la historia». Fue el «chileno mejor clasificado de la ATP» en las temporadas de 2002 y 2005 a 2010, así como el «chileno más regular en la élite mundial», al estar entre los primeros veinte puestos de 2002 a 2010.

## Principales logros
González ganó once títulos ATP y fue finalista en otras once ocasiones Orlando, Palermo, Viña del Mar (en cuatro oportunidades), Auckland, Amerfoort, Basilea, Pekín y Múnich, la mayoría de ellos con su extécnico Horacio de la Peña. No obstante sus títulos, sus mayores logros fueron alcanzar las finales de torneos importantes como los Masters Series de Madrid 2006 y Roma 2007, y especialmente la gran final en el Abierto de Australia 2007. En estas instancias finales fue derrotado por Roger Federer, considerado por muchos el mejor jugador de la historia del tenis. Igualmente que en la disputa por el oro en los Juegos Olímpicos de Pekín 2008, quedándose con la medalla de plata en individuales tras perder con Rafael Nadal, y fue campeón en dobles en Atenas 2004 junto a su compatriota Nicolás Massú. En estos juegos también obtuvo la medalla de bronce al derrotar al estadounidense Taylor Dent. Luego de su participación en Australia, logró su mejor posición en el ranking ATP, la n.º 5. En dobles ganó tres títulos, en Valencia 2004, Basilea 2005 y la medalla de oro en Atenas 2004, sumado a una final en Amersfoort.
A través de su carrera derrotó a varios números unos, algunos estando en dicha posición como a Lleyton Hewitt, Andre Agassi y Roger Federer, y a otros como Rafael Nadal, Andy Murray, Andy Roddick, Juan Carlos Ferrero, Carlos Moyá, Gustavo Kuerten, Novak Djokovic, Marat Safin y Pete Sampras fuera de esa posición. Ante siete de ellos cuenta con un récord positivo de enfrentamientos incluyendo al N.º 1 al momento de su retiro, el serbio Novak Djokovic, con un registro de 2-1, al igual que con su sucesor Andy Murray. Nunca jugó en un torneo ATP ante su compatriota Marcelo Ríos, sólo cuentan con un enfrentamiento en el Challenger de Santiago de 2001 con victoria para el Chino. También derrotó al menos en una oportunidad a otras leyendas Top 5 del tenis como Michael Chang, Magnus Norman, Àlex Corretja, Tommy Haas, Guillermo Coria, David Nalbandian, Ivan Ljubičić, Greg Rusedski, Richard Krajicek, Sebastián Grosjean, Tim Henman, James Blake, David Ferrer, Juan Martín Del Potro, Jo-Wilfried Tsonga, Robin Söderling, Jiří Novák, Rainer Schüttler, Tomáš Berdych, Tommy Robredo, Stanislas Wawrinka, Miloš Raonić, Marin Čilić y Kevin Anderson.
Tiene un récord de 370 victorias y 202 derrotas, con un rendimiento de 64,7%, cercano al ex número uno Patrick Rafter, y por sobre otros como Juan Carlos Ferrero, Gustavo Kuerten, Carlos Moyá, o Marat Safin.
Representando a Chile, además de las medallas olímpicas ya mencionadas, obtuvo dos veces consecutivas la Copa Mundial por Equipos de Düsseldorf en sus ediciones 2003 y 2004, y en la Copa Davis, alcanzó dos veces los cuartos de final; junto a Nicolás Massú, Paul Capdeville y Adrián García en la Copa Davis 2006 perdiendo 3-2 frente al equipo estadounidense, y en Copa Davis 2010 siendo reemplazado por Adrián García, perdiendo frente a República Checa. En ésta representó a su país entre 1998 y 2011, con un favorable registro de 20-6 en individuales, y 11-6 en dobles.
Elis Wallin

## Vida personal
Sus padres son Fernando González y Patricia Ciuffardi. Tiene dos hermanas, una mayor y otra menor, llamadas Patricia y Jessica respectivamente.
En el plano sentimental, González tuvo como parejas a Millaray Viera, Daniela Castillo y la extenista Gisella Dulko. En junio de 2017, González y la exhockista argentina Luciana Aymar confirmaron un romance. La pareja tiene dos hijos: Félix, nacido en diciembre de 2019, y Lupe, nacida en septiembre de 2021.
Estudió en el Colegio de La Salle y en el Colegio Terra Nova, ambos de la comuna de La Reina, Santiago, establecimiento en el que egresó de educación media.
Le gusta mucho el fútbol[cita requerida] y trata de no perderse los partidos de la selección chilena.[cita requerida] Es además un reconocido hincha de Colo-Colo

## Trayectoria deportiva

### Etapa juvenil (1996-1998)
Comenzó a jugar en el Club de Tenis de La Reina, que quedaba en frente de su casa. Fue entrenado ahí por el profesor Claudio González, el que muchos confundían con el padre de Fernando por la coincidencia de apellido[cita requerida]. Sus padres eran socios y jugadores en el Club, por lo que González se pasaba todo el día en ese lugar, jugando con cualquier otro socio que estuviera sin compañero, sin importar su edad. Es en esos días que Fernando decide dedicarse seriamente al tenis. Posteriormente, y después haber estado en el Rancho de Hans Gildemeister, viaja con su familia a Miami, donde prosigue con su carrera tenística. En ese lugar y contando con el apoyo de su familia, Fernando González logró muchas victorias, a pesar de que nunca se sintió obligado a seguir compitiendo[cita requerida]. Llegó a ser número uno en categoría sub-14 años. A los 16 regresa a Chile para jugar como juvenil, donde al llegar y durante los entrenamientos, mostró su gran capacidad con la derecha, que ya venía haciéndose famosa en Torneos juniors, y su gran velocidad, al que viene el apodo de "Speedy González", la caricatura del veloz ratón mexicano. Así Fernando comenzó con su carrera profesional.
Fernando González tuvo una exitosa carrera como juvenil al alcanzar el número uno del mundo luego de coronarse campeón en Roland Garros tanto en dobles como en individuales, derrotando en la final de individuales al joven Juan Carlos Ferrero. Además logra ganar el US Open en dobles junto al que sería su compañero de grandes logros, Nicolás Massú. González hace su estreno tenístico en el Challenger de Santiago perdiendo ante el argentino Martín Rodríguez por 1-6, 3-6. Al año siguiente Fernando disputa Futures en América Latina, donde cosecha buenos resultados a final de año para terminar el ranking en 1057. En 1998 Fernando debuta también como representante de Chile en la Copa Davis a los 17 años, perdiendo contra el argentino Franco Squillari perdiendo por 3-6, 6-4, 2-6, 0-6, luego de esta derrota, sigue en América Latina disputando futures, y profesionalmente juega su segundo Challenger en la ciudad de Gramado, donde logra avanzar a segunda ronda por primera vez en un Challenger al derrotar por 7-6, 4-6, 6-3 al sudafricano Damien Roberts, pero luego cae ante Barry Cowan por 2-6, 7-6, 3-6. También disputa el Challenger de Santiago como invitado, donde cae ante Peter Wessels, uno de los cabezas de serie por 2-6, 4-6. Fernando luego da paso a los Future Chile F1 y F2, donde en los dos futures llega a las semifinales, y en el Chile F3 se consagra como campeón al derrotar a Enzo Artoni por 6-1, 6-2. Termina su participación ese año en el otro Challenger de Santiago, cayendo en primera ronda ante Rogier Wassen por 4-6, 2-6 terminando el año en el lugar 694.

### Inicio profesional (1999-2004)

#### 1999
González inicia de buena manera en 1999, defendiendo a su país en la Copa Davis, en el Grupo 1 Zona Americana, donde Chile venció a Bahamas por 5-0, Fernando jugó dos partidos y en los dos salió victorioso, ganando a Mark Knowles 7-5, 6-3, 1-6, 4-6, 6-3 y a John Farrington por 6-4, 6-3. Luego de eso, Fernando disputa los torneos futures Italia F1, Chile F1, Grecia F4, Grecia F5 y Alemania F7, donde su mejor resultado lo obtuvo en el future de Alemania, donde llegó a semifinales. Posterior a eso, llega a los Challengers de Scheveninge, donde cae en primera ronda, luego llega a cuartos de final en Edinburgh y nuevamente cae en primera ronda ahora en Belo Horizonte.
Luego disputa su primer torneo ATP en el Torneo de Washington contra el croata Ivan Ljubičić donde en un partido que parecía dominado por el croata ganando el primer set por un contundente 6-1, González se recupera y logra ganar los dos siguientes sets por 6-3 y 6-4, siendo también su primer partido ganado en un torneo ATP. En segunda ronda no tendría la misma suerte y cae en un gran partido ante el suizo Marc Rosset por 6-7(9), 4-6. Fernando terminaría el año en los Challengers de Santiago y Montevideo, en ambos, quedando en segunda ronda, y así terminaría el año 1999 en el ranking 415.

#### 2000
El año 2000 comienza jugando Copa Davis ante Canadá por el Grupo Uno Zona Americana, donde derrotaría a Sébastien Lareau por 2-6, 6-3, 1-6, 6-2, 6-1 y después en el dobles junto con Nicolás Massu vencieron a Lareau y Robichaud por un score de 6-4, 6-4, 2-6 y 6-2 asegurando el triunfo para Chile por 3-0, luego disputa el Chile F1 donde cae en segunda ronda, y prosigue para jugar el Torneo de Santiago gracias a un Wild Card, su segundo torneo a nivel profesional en disputar, pero esta vez caería en primera ronda contra Ronald Agenor en ese entonces 88 del ranking ATP por 3-6, 6-3, 6-7(4). Después tendría una pésima participación en los futures de Chile F3, Argentina F1 y Argentina F2, cayendo en primera ronda en los tres futures, proseguiría disputando el Challenger de San Luis de Potosí, cayendo en segunda ronda ante Nicolás Massú su compatriota. Fernando llega a su tercer torneo ATP, el Torneo de Orlando, al que entró tras superar la clasificación. Ya en el cuadro principal venció sucesivamente al filipino Cecil Mamiit, al francés Anthony Dupuis y al tailandés Paradorn Srichaphan en sets corridos para acceder a semifinales, allí se encontró con el argentino Martín Rodríguez al que doblegó en tres mangas ganando por 6-0, 3-6 y 7-5. En la final se coronaria campeón con solo 19 años al ganarle a su compatriota Nicolás Massú, logrando una revancha ante este último, ganando por 6-2, 6-3 y escalando del puesto 352 al 144 del ranking, todo esto en mayo del año 2000. También fue la primera final ATP entre chilenos desde que Jaime Fillol derrotara a Ricardo Acuña en la final de Itaparica 1982. Luego de esto disputaría Challengers en Europa, y también compitió en el Torneo de Stuttgart perdiendo en primera ronda contra Franco Squillari, y en el Torneo de Washington quedó en la segunda ronda. Disputaría su primer Grand Slam, el US Open donde nuevamente tuvo que jugar la clasificación para ingresar al cuadro principal, y allí se topo nuevamente con el filipino Cecil Mamiit en 1.ª ronda al que batió por 6-3, 6-4 y 6-1. En segunda ronda perdió ante el 11.º cabeza de serie el británico Tim Henman por un score de 6-3, 6-4 y 6-2. Luego de esto disputaría dos Challengers más, y terminaría el año como 115.

#### 2001
El 2001, Fernando no comenzaría de la mejor forma, perdiendo en primera ronda en el Torneo de Chennai y el Abierto de Australia (siendo esa su primera participación en el Grand Slam de Oceanía), llega febrero y disputa el Torneo de Viña del Mar mediante Wild Card donde venció a otro WC en primera ronda, al español Tommy Robredo por 4-6, 6-3, 7-6(4) y después perdería en 2.ª ronda con el también español Francisco Clavet por parciales de 6-0, 5-7 y 7-5, después de esto, disputa el Torneo de Memphis y los Challengers de Salinas y Bermuda, donde en los tres quedaría en segunda ronda. En mayo, debutó en el cuadro principal de Roland Garros tras pasar la clasificación (Q), y en primera ronda venció al local Cyril Saulnier por 2-6, 6-2, 1-6, 7-5 y 6-4, en segunda ronda perdió contra el español Jacobo Díaz en cuatro mangas por 3-6, 7-5, 6-3 y 6-4, y de ahí, para González todo fue malo, empezó a perder puestos en el ranking, y no se reencontraba con su tenis, tendría buenas actuaciones en el Challenger de Lima y Zagreb donde quedó en semifinales, y en Montevideo donde perdió la final con David Nalbandian en tres mangas y terminaría el año como 139 en el ranking ATP.

#### 2002
El año 2002 significa la explosión de Fernando a nivel profesional, logrando desplegar el gran nivel que había mostrado en categorías inferiores, pero ahora como adulto.
En el Abierto de Australia logró una gran actuación a llegar a octavos de final tras nuevamente superar la fase de clasificación, venció sucesivamente a Sargis Sargsian, Tommy Robredo y Alex Kim en sets corridos, allí se enfrentó con el austríaco Stefan Koubek perdiendo en cuatro mangas por 7-5, 6-1, 6-7(3) y 6-2, este buen torneo le permitió subir varios escalafones en el ranking subiendo del 140 del mundo al casillero 89. Tras una semana de descanso disputó por segunda vez el Torneo de Viña del Mar en su natal Chile, recibiendo nuevamente un Wild Card, batió a Agustín Calleri, Félix Mantilla, José Acasuso, y al francés Nicolas Coutelot todos en sets corridos para avanzar a la final donde se enfrentó al ecuatoriano Nicolás Lapentti al que derrotó por 6-3, 6-7(5) y 7-6(4) ganando el torneo de su país por primera vez.
Después en marzo jugó el Masters de Miami por primera vez en su carrera nuevamente al igual que en los anteriores torneo importantes que disputó lo hizo entrando desde la clasificación. Ya en el cuadro principal, en primera ronda venció al belga Christophe Rochus 6-1, 6-2, en segunda ronda venció al 21° cabeza de serie Carlos Moyá por 6-4 y 6-2. En la tercera ronda derrotó al estadounidense Pete Sampras por 7-6(1) y 6-1. Fernando vence así al mejor jugador de los noventa y uno de los mejores de la historia, siendo uno de los jugadores que desde niño había admirado enormemente. En la cuarta ronda cayó contra el N.º 6 del mundo Marat Safin por doble 6-3.
Para su primera gira de tierra batida europea tendría decentes resultados: cayó en la primera ronda del Masters 1000 de Montecarlo contra Andy Roddick en dos apretados tiebreaks; en el Masters de Roma logró llegar a tercera ronda perdiendo con el estadounidense James Blake, antes se despachó al sexto cabeza de serie Tim Henman en primera ronda. En el Masters de Hamburgo fue eliminado en segunda ronda y en Roland Garros cayó en la tercera ronda contra el bicampeón defensor Gustavo Kuerten en cuatro sets por 6-3, 2-6, 7-6(6) y 6-4 en un gran partido del chileno.
Más adelante en la gira norteamericana de cemento obtendría un gran resultado en el Masters de Cincinnati; en las dos primeras rondas venció a Arnaud Clément, Tim Henman en sets corridos. En tercera ronda venció al neerlandés Richard Krajicek por 6-2, 3-6, 6-3. En cuartos de final batió al local y número 12 del mundo Andy Roddick doble 7-6 para llegar a su primera semifinal de un Masters 1000 a sus cortos 22 años, allí se enfrentó al N.º 1 del mundo Lleyton Hewitt perdiendo en apretados tres sets por un score de 6-7(3), 7-5, 6-2. Y después en el US Open logró llegar por primera vez a los cuartos de final de un Grand Slam, dejando en el camino a Paul-Henri Mathieu, Kenneth Carlsen, Juan Carlos Ferrero y Arnaud Clément, allí perdió en un apretadísimo marcador de 7-6(5), 3-6, 3-6, 7-6(5), 6-7(2) contra el neerlandés Sjeng Schalken.
Más adelante Fernando lograría ganar su tercer título en el Torneo de Palermo en Italia, frente a José Acasuso por 5-7, 6-3 y 6-1 y después perdería en la final del Torneo de Basilea frente a David Nalbandian por 4-6 3-6 y 2-6, pero dejando en el camino a Davide Sanguinetti, Nicolás Lapentti, Juan Carlos Ferrero y Arnaud Clément. A partir de todos estos buenos resultados, González se hizo conocido en el mundo del tenis perteneciendo ya a la élite de los veinte mejores jugadores del mundo, terminando n.º 18 en el ranking ATP subiendo 123 puestos comparado como terminó el año anterior y de paso desplazó en septiembre a Marcelo Ríos como número uno de Chile.

#### 2003
En el año 2003 Fernando tiene dificultades para mostrar el nivel del año 2002.
En mayo logra por fin buenos resultados durante la temporada al alcanzar los cuartos de final en el Masters de Hamburgo perdiendo ante David Nalbandian en tres sets cerrados (antes venía de derrotar al n.º 1 del mundo Lleyton Hewitt) y en Roland Garros, perdiendo frente al N.º 3 del mundo, el español Juan Carlos Ferrero.
En medio de la gira de tierra batida europea y representando a Chile ganó la World Team Cup 2003 junto a Marcelo Ríos y Nicolás Massú en Düsseldorf sobre arcilla ganando todos sus partidos en individuales y dobles, en la final derrotaron a República Checa 2-1, capitalizando así la contemporaneidad de estos grandes tenistas chilenos y su poder como equipo, dando un logro sin precedentes al país.
Más adelante en el año, alcanzó la final en los torneos de Washington, dejando en el camino a Julien Benneteau, Mario Ančić, Max Mirnyi y Andre Agassi, pero siendo derrotado por Tim Henman en sets corridos, y en Metz, tras batir a Christophe Rochus, Tomas Behrend, David Ferrer y Andrei Pavel, en la final fue derrotado por el francés Arnaud Clément por un score de 6-3, 1-6, 6-3. Y también llegó a la semifinales en Stuttgart.
Terminó el año en el puesto n.º 35 del ranking mundial.

#### 2004
En el 2004 se coronó campeón por segunda vez en el ATP 250 de Viña del Mar. En primera ronda venció al español Albert Montañés por 6-1 y 7-5, en 2.ª ronda venció a su compatriota Adrián García por 7-5, 6-1. En cuartos de final venció al principal cabeza de serie y su amigo Nicolás Massú por 7-6(4) y 6-3. En semifinales batió al brasileño Flávio Saretta por un fácil 6-2 y 6-3 y en la final derrotó final al ex número 1 del mundo Gustavo Kuerten por 7-5 y 6-4, ganando el torneo sin ceder sets.
Al mes siguiente su resultado más destacable fue haber llegado hasta semifinales del Masters de Miami; en sus dos primeras rondas batió a Karol Kučera y Jiří Novák para medirse en octavos de final a un joven español de 17 años de nombre Rafael Nadal (verdugo del n.º 1 Roger Federer en la ronda anterior) y logró vencerlo con bastantes dificultades por 7-6(1), 4-6, 6-2. En cuartos derrotó a Andrei Pavel en sets corridos y en semifinales perdió con el argentino Guillermo Coria por un score de 6-4, 6-7(6), 1-6.
Después en mayo consiguió coronarse bicampeón de la World Team Cup de Düsseldorf de forma consecutiva sobre arcilla, junto a Nicolás Massú otra vez pero esta vez sin la presencia de Marcelo Ríos si no de Adrián García. En julio alcanzó la final en Amersfoort perdiendo frente al neerlandés Martin Verkerk.
En agosto disputó los Juegos Olímpicos de Atenas 2004 representando a Chile y lograría una hazaña nunca antes vista en la historia del país, se inscribió en la modalidad de dobles masculino haciendo pareja con su amigo Nicolás Massú. En primera ronda venció a los bahameños Mark Knowles y Mark Merklein por 7-5 y 6-4. En segunda ronda se toparon con los sextos cabezas de serie los argentinos Gastón Etlis y Martín Rodríguez, batiéndolos por 6-3, 7-6 (2). En cuartos de final, se enfrentaron a la pareja favorita del torneo, los estadounidenses Bob y Mike Bryan, quienes eran 3° del mundo en dobles. Sin embargo, los chilenos lograron dar el batacazo venciendo por 7-5, 6-4. En semifinales se enfrentaron a los croatas Ivan Ljubičić y Mario Ančić, doblegandolos por 7-5, 4-6, 6-4 lo que significó el paso a la final. Allí se enfrentaron a los alemanes Nicolas Kiefer y Rainer Schüttler el día 22 de agosto de 2004, y en un vibrante encuentro de 3 horas y 43 minutos (los teutones venían con dos días de descanso a diferencia de los chilenos) ganaron en cinco mangas por 6-2, 4-6, 3-6, 7-6(7) y 6-4 así Chile lograba la primera medalla de oro olímpica en su historia, salvando además cuatro gold medal points en el tiebreak del 4.º cuando caía 6-2.
También se inscribió para la modalidad de individuales, situado como 16° cabeza de serie donde se enfrentó al invitado griego Konstantinos Economidis (239.º), batiéndolo por 7-6(6), 6-2. En segunda ronda venció al surcoreano Hyung-Taik Lee (78.º) por 7-5, 6-2. En tercera ronda batió al estadounidense Andy Roddick, n.º 2 del mundo, por doble 6-4. Y en cuartos derrotó al francés Sébastien Grosjean, 8° cabeza de serie, por 6-2, 2-6 y 6-4. En semifinales jugó con el estadounidense Mardy Fish (22.º) el día viernes 20 de agosto, obtuvo fácilmente el primer set por 6-3, sin embargo, se esguinzó el tobillo en el segundo juego del segundo set, lo que impidió que pudiera seguir jugando normalmente y a pesar de luchar durante todo el encuentro González cayó por 6-3, 3-6, 4-6. Al día siguiente el sábado 21 de agosto, González algo tocado jugó por la medalla de bronce contra Taylor Dent, partido que terminó ganando por 6-4, 2-6 y 16-14, remontando dos medal points. Así Fernando logró sus dos medallas de forma casi heroica, con extenuantes partidos tanto en dobles como en individuales, mérito que fue ampliamente reconocido tanto por el público como por la prensa al ser invitados al palacio presidencial de La Moneda por el expresidente Ricardo Lagos en donde una multitud de hinchas agradecían eufóricos mientras Fernando y Nicolás saludaban desde el balcón presidencial. Todo esto hizo aumentar de forma abrumadora la popularidad de ambos tenistas.
Fernando logró terminar el año nuevamente como parte de la élite del tenis mundial con un ranking N.º 23, y un prometedor futuro.

### Tenista de elite mundial (2005-2009)

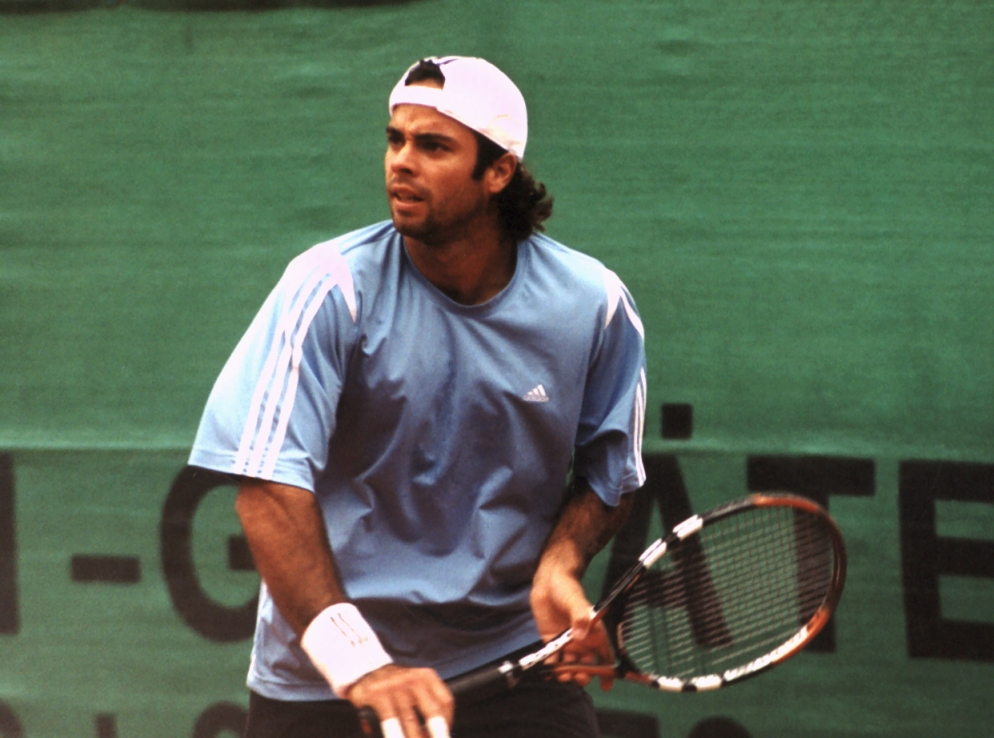
Fernando González en la Copa Mundial por Equipos de Düsseldorf 2005.

#### 2005
Comenzó la temporada en el Torneo de Auckland, llegó a la final tras vencer a James Blake, Mariano Zabaleta, Robby Ginepri, Juan Ignacio Chela en sets corridos. Ganó el torneo venciendo al belga Olivier Rochus por 6-4 y 6-2 comenzando de la mejor manera el año conquistado su primer torneo sobre pista dura. Luego disputó el Abierto de Australia llegando hasta la tercera ronda donde cayó en cuatro mangas ante David Nalbandian. Al mes siguiente disputó el Torneo de Viña del Mar en Chile como segundo cabeza de serie, en 1ª ronda venció a Peter Luczak por 6-3, 5-7 y 6-4; en 2.ª ronda batió a Nicolás Almagro por 7-6(4), 7-5; en cuartos de final venció a Mariano Zabaleta con algo de dificultades por un tanteo de 4-6, 7-6(4), 7-6(2). En semifinales derrotó al italiano Filippo Volandri en otro sufrido partido por 6-4, 5-7, 6-2 para llegar a la final sin mostrar un gran nivel, allí perdió con el argentino y 1° cabeza de serie Gastón Gaudio por 6-3 y 6-4.
Tuvo una discreta participación en la primera gira de pista dura americana y la gira de tierra batida europea no alcanzando cuartos de final en ningún torneo, aun así ganó su primer título en dobles (y el segundo después de los Juegos Olímpicos), en Valencia (arcilla) junto a Martín Rodríguez doblegando en la final a los argentinos Lucas Arnold Ker y Mariano Hood por doble 6-4.
El Bombardero de La Reina lograría alcanzar por primera vez los cuartos de final en Wimbledon llegando a esa instancia sin ceder sets, donde caería frente al suizo Roger Federer por 7-5, 6-2 y 7-6(2). Continuando con su buen rendimiento ganaría pocas semanas después el Torneo de Amersfoort ante el argentino Agustín Calleri por 7-5 y 6-3.
Llegaría hasta la tercera ronda en el US Open perdiendo nuevamente con Nalbandian por 7-5, 6-3 y 6-0. Semanas después disputó el repechaje de la Copa Davis 2005 con Pakistán disputada entre el 23-25 de septiembre en el Estadio Nacional en Santiago (Chile), jugó 2 duelos en el categórico triunfo chileno por 5-0. En el primer día batió a Aqeel Khan 6-0 6-0 6-1 y en el dobles mantuvo la categoría junto a Nicolás Massú venciendo a la dupla Khan/Haq Qureshi 6-1 6-3 6-0.
Octubre sería un gran mes para el tenista ya que alcanzó los cuartos de final del Torneo de Viena y el Masters de Madrid, perdiendo en ambas ocasiones con el croata Iván Ljubicic, y ganando el Torneo de Basilea sobre pista dura (bajo techo), tanto en dobles como en individuales, en individuales comenzó doblegando a Andreas Seppi y Michael Berrer en sets corridos, en cuartos de final derrotó al Wild Card británico Andy Murray 6-4, 3-6 y 6-1; en semifinales venció a Dominik Hrbatý por un contundente 6-0, 6-3. Ganó el torneo venciendo al emergente chipriota Marcos Baghdatis por 6-7(8), 6-3, 7-5 y 6-4. Mientras que en el dobles junto a Agustín Calleri derrotaron a Stephen Huss y Wesley Moodie por un doble 7-5.
Los resultados en 2005 fueron lo suficientemente buenos para que asistiera a la Tennis Masters Cup en Shanghái, primero como suplente, y luego del retiro de Andre Agassi después de su primer partido. González debutó en la Masters Cup frente al argentino Mariano Puerta, derrotándolo por 6-3, 4-6 y 6-0 así se convirtió en el primer chileno en ganar un partido de Copa Masters. Perdió la oportunidad de llegar a la semifinal tras perder con Gastón Gaudio por 6-1, 5-7, 5-7 en un partido en el que tuvo tres puntos de partido. Así Fernando terminó su año y logró rozar el Top Ten terminando un gran año en el puesto N.º 11 del ranking mundial.

#### 2006

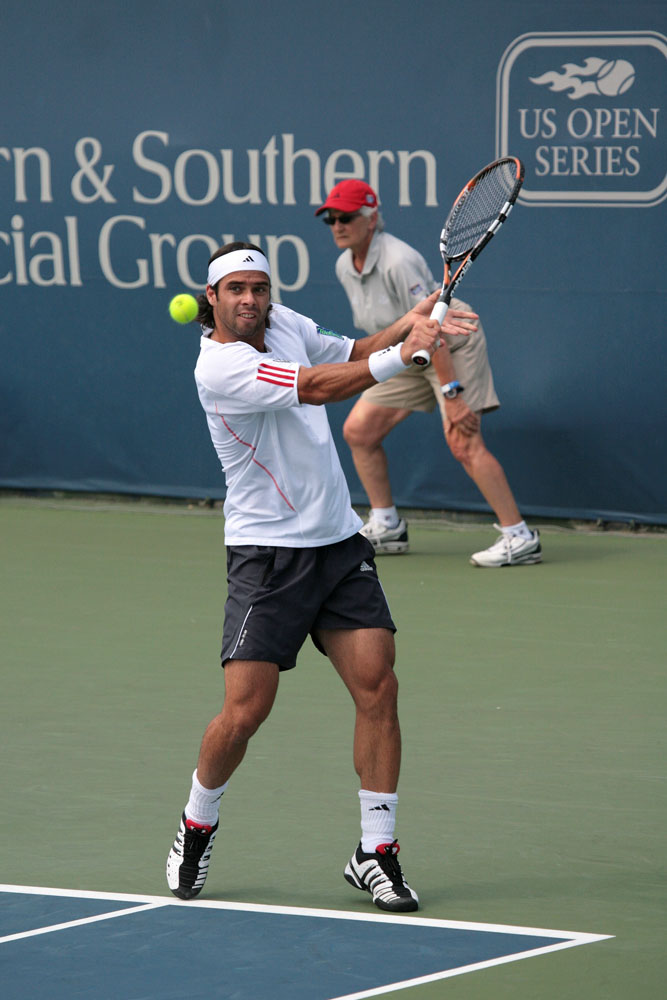
2006 fue el año más regular de Fernando González pese no lograr ningún título, logró la mayor cantidad de puntos logrados por él en la Race 406 (aproximadamente 4060 puntos del sistema de ranking actual), y también su primer año terminado dentro del Top 10.

Alcanzó los cuartos de final en el Torneo de Auckland cayendo con Mario Ančić por un rotundo 0-6, 3-6. Tendría una decepcionante participación en el Abierto de Australia perdiendo en primera ronda con el estadounidense Alex Bogomolov Jr. N.º 202 del ranking. Luego de un bajo comienzo de temporada recuperaría su buen nivel en el Torneo de Viña del Mar, llegó a semifinales tras batir a Vasilis Mazarakis, Juan Martín del Potro y Boris Pašanski en sets corridos, allí se enfrentó a su compatriota y amigo Nicolás Massú perdiendo en un épico duelo de más de 3 horas por 6-3, 6-7(3), 4-6 terminando cerca de las 2 AM hora chilena.
Una semana después disputó los octavos de final de la Copa Davis ante Eslovaquia junto a Nicolás Massú, Adrián García y Paul Capdeville en el Medialuna Monumental de Rancagua sobre arcilla, abrió la serie venciendo a Michal Mertiňák en sets corridos y luego junto a Massú cerraron la llave al derrotar a la dupla eslovaca Lacko/Mertiňák en cuatro sets así Chile se clasificó para los cuartos de final, instancia en que no jugaba desde 1982. Allí enfrentaron a la potencia en tenis Estados Unidos, serie que disputó entre el 7 al 9 de abril en el Mission Hills Country Club de California sobre césped. Feña abrió la serie venciendo en un épico partido a James Blake 6-7(5), 0-6, 7-6(2), 6-4 y 10-8 en 4 horas y 20 minutos remontando por primera vez 2 sets adversos en su carrera. Luego Chile perdió los dos siguientes puntos quedando 1-2 abajo y González disputó el cuarto punto contra Andy Roddick con la misión de alargar la serie a un quinto punto, algo que no sucedió y finalmente el estadounidense ganó por 4-6, 7-5, 6-3 y 6-2 cerrando la llave que fue victoria para los norteamericanos por 3-2.
Obtuvo resultados muy positivos en los Masters 1000 sobre arcilla: en el primero en Montecarlo venció a los españoles Carlos Moyá y Feliciano López en las dos primeras rondas en 3 sets. En 3ª ronda venció a Robin Söderling 6-2, 3-1 y retiró del sueco y en cuartos batió a Iván Ljubicic por 7-5, 6-1. En semifinales perdió con Roger Federer por 6-2 y 6-4. Y es así como el 24 de abril de 2006 tras su buen desempeño en Montecarlo es que ingresó a la lista de los diez primeros del ranking ATP convirtiéndose en el tercer chileno en lograrlo después de Marcelo Ríos y Nicolás Massú, bajo el legado de Horacio de la Peña y los aportes de su nuevo entrenador Larry Stefanki, quien entrenara a Marcelo Ríos hasta que alcanzara el N.º 1 del mundo. En Roma también hizo otra buena actuación; batió a Stan Wawrinka, Mijaíl Yuzhny y Tomáš Berdych para alcanzar cuartos de final donde perdió con el rey de la tierra batida Rafael Nadal por un score de 4-6, 3-6. Ya en el Masters de Hamburgo solo alcanzó la tercera ronda perdiendo con Fernando Verdasco por 6-3, 2-6 y 3-6.
Tuvo decepcionantes actuaciones en los dos próximos Grand Slam; en Roland Garros alcanzó segunda ronda siendo eliminado por el desconocido serbio (y hoy de los mejores tenistas de la historia) Novak Djokovic, de solo 19 años, por 4-6, 1-6, 6-3, 6-4, 1-6. Y en Wimbledon llega hasta tercera ronda perdiendo con el español David Ferrer en cinco sets tras ir ganando 2-0 en sets, paradójicamente en su partido anterior venció a Marat Safin en cinco sets y a la inversa, remontando 2 sets de desventaja.
Tuvo buena actuaciones en la segunda gira de pista dura norteamericana llegando a semifinales tanto en el Masters de Canadá y Cincinnati, perdiendo ante Federer y Roddick. En el US Open decepcionó al caer en tercera ronda contra Andy Murray en luchadas cuatro mangas, así el chileno cerro la temporada sin llegar a la cuarta ronda en ninguno de los 4 Grand Slam.
Continuó con sus buenos resultados en el Torneo de Viena llegó a cuartos tras batir a Gilles Simón y Carlos Moyá en sets corridos, ahí por fin derrotó a su "bestia negra" David Nalbandian por 3-6, 6-3, 6-1. En semifinales se cobró revancha de Roddick al vencerlo 6-4, 3-6 y 7-6(5) en un partidazo. En la final cayó contra Ivan Ljubičić por 6-3, 6-4 y 7-5.
A le semana siguiente, jugó el Masters de Madrid. Debutó en 2.ª ronda al ser 10° cabeza de serie enfrentando al tailandés Paradorn Srichaphan, doblegandolo 7-5, 6-7(5) y 6-4 en un duro partido; accedió directamente a cuartos de final tras la no presentación (W/O) de Joachim Johansson, allí se enfrentó al 17 del mundo Novak Djokovic al que batió en otro duro encuentro por 7-5, 5-7 y 7-5 así lideró el H2H para siempre con el serbio por 2-1 ya que este fue su último enfrentamiento. En semifinales venció al checo Tomáš Berdych por un claro 6-3, 6-1 para acceder a su primera final de ATP Masters Series, allí perdió con el n.º 1 del mundo Roger Federer por 5-7, 1-6 y 0-6, aunque igual le valió para ascender al séptimo puesto del ranking mundial. Apenas sin descanso jugó por tercera semana consecutiva en Basilea, accedió a semifinales tras vencer a Simone Bolelli 7-6(3) 6-7(2) 7-6(3), a Mardy Fish 6-7(5) 6-4 7-6(8) y al Will Card argentino Juan Martín del Potro 5-7 6-4 y 6-4. En semifinales venció al local Stan Wawrinka por doble 6-4 para disputar su 3.ª final en 3 torneos de manera consecutiva. Allí nuevamente perdió con Federer por un score de 6-3, 6-2 y 7-6(3).
El 2006 resultó ser el año más regular en la carrera de Fernando, que pese a no ganar ningún título, logró la mayor cantidad de puntos que ha tenido en la Race con 406 puntos (aproximadamente 4060 puntos del sistema de ranking actual), y permitiéndole terminar el año por primera vez como Top Ten, en el puesto N.º 10 del mundo.

#### 2007

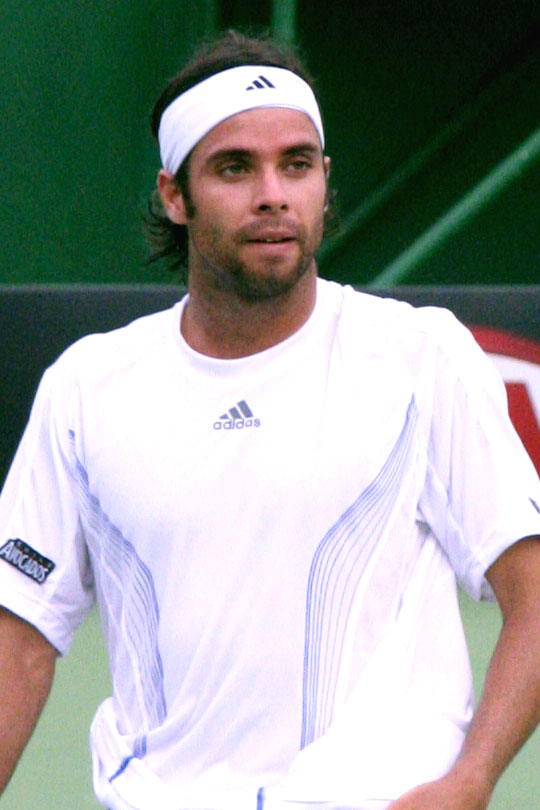
Fernando González en su exitosa participación en el Abierto de Australia 2007.

Comienza el 2007 de gran forma, debutó en el Abierto de Australia como décimo cabeza de serie contra el ruso Yevgueni Koroliov al que logra vencer 6-7(4), 7-6(6), 6-3 y 6-2. En segunda ronda se enfrentó con la promesa argentina Juan Martín del Potro ganando en un dificultoso partido por 7-6(7), 4-6, 6-7(3), 6-4, 4-0 y retiro. En 3.ª ronda batió al local y ex n.º 1 del mundo Lleyton Hewitt 6-2, 6-2, 5-7 y 6-4. Tras dos partidos algo dificultosos realizó tres partidos desorbitantes, en 4.ª ronda venció al 5° del mundo James Blake por un score de 7-5, 6-4 y 7-6(4) así se convirtió en el primer chileno en alcanzar los cuartos de final en los 4 Grand Slam. Allí derrotó de manera aplastante al n.º 2 del mundo Rafael Nadal por triple 6-2 para acceder a las primeras semifinales de Grand Slam en su carrera, allí realizó otro partido perfecto contra el n.º 12 del mundo Tommy Haas al que aplastó por 6-1, 6-3 y 6-1 partido que fue el mejor de su carrera en palabras del propio González, con 42 tiros ganadores, 3 errores no forzados, y derrotando en sólo 91 minutos al ex 2 del mundo, así accedió a su única final de Grand Slam (cuarto chileno y tercer hombre en hacerlo) encajando tres triunfos seguidos sin ceder sets ante tres jugadores Top 15. En la final jugó con el mejor jugador del momento y n.º 1 del mundo Roger Federer con el que perdió en tres parejos sets por 6-7(2), 4-6, 4-6. Después de mostrar el mejor tenis de su carrera, el 29 de enero Fernando alcanzó la posición N.º 5 en el Ranking ATP el mejor ranking de su carrera y a solo cinco puntos del cuarto lugar.
Apenas sin descanso participó en el Torneo de Viña del Mar junto a una expectante hinchada chilena y con gran expectación ya que si defendía sus semifinales del año anterior se convertía en n.º 4 del mundo; Bajó formato Round Robin clasificó a cuartos de final tras batir a Thiago Alves doble 6-2 y Olivier Patience 5-7, 6-0 y 6-4. En cuartos de final fue derrotado por el español Albert Montañés por un marcador de 3-6, 6-3, 4-6 y así quedó a un solo partido de haber sido Top 4. Unos días después disputó la primera ronda de la Copa Davis 2007 contra la potencia Rusia en la Universidad del Mar de La Serena sobre arcilla. Debutó en el segundo punto contra Ígor Andréiev perdiendo 6-4, 4-6, 3-6 y 2-6 así Chile quedaba 0-2 abajo en la serie. Al día siguiente jugó un partido clave en dobles con Nicolás Massú y lograron vencer a la dupla rusa Safin/Andréiev en sets corridos. En el último día de la serie el domingo, venció en el 4° punto a Safin por 6-3, 7-5 y 6-4 dejando todo en el último punto donde Massú cayó ante Andréiev 2-6, 1-6, 7-6(1) y 4-6 así el equipo europeo ganó por 3-2.

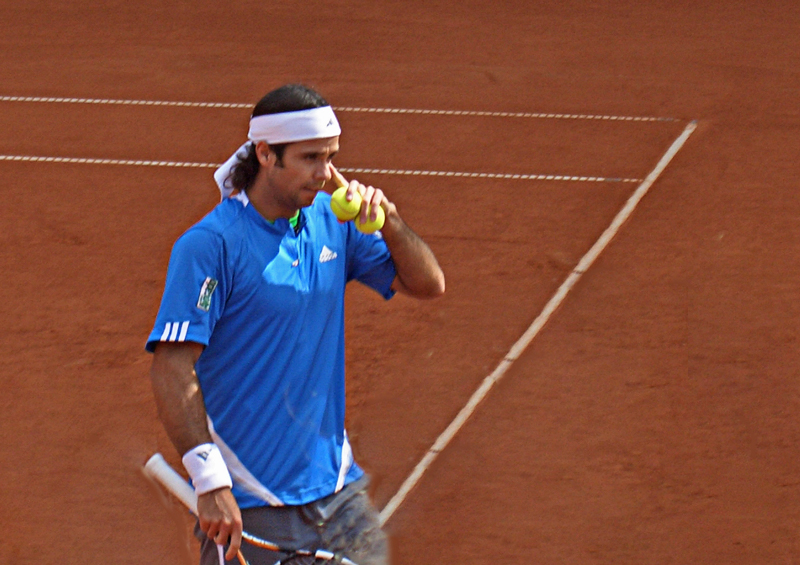
Fernando González durante el Masters de Hamburgo 2007 donde perdió en cuartos de final ante el rey de la tierra batida Rafael Nadal.

Empezó la gira de tierra batida europea cayendo en segunda ronda en Montecarlo contra Ígor Andréiev. En el Masters de Roma logró recuperar su gran nivel de inicio de temporada: en 2ª ronda venció al ruso Dmitri Tursunov en sets corridos, en 3.ª ronda se enfrentó a su compatriota Nicolás Massú y en un épico encuentro entre los chilenos González ganó 6-7(4), 6-3 y 6-4 en un duelo que terminó con los espectadores italianos aplaudiendo de pie y aumentado su ventaja en el H2H a 4-2. En cuartos de final venció al argentino Juan Ignacio Chela 6-3, 6-4. En semifinales doblegó al Will Card local Filippo Volandri por un rotundo 6-1 y 6-2 para jugar su segunda final ATP Masters Series y 1.ª en arcilla y también en el primer chileno en jugar la final del Masters de Roma desde que Marcelo Ríos ganará el torneo en 1998. En ella se enfrentó al Rey de la Arcilla Rafael Nadal, con quien perdió doble 6-2. Pese a esto Fernando recuperó el 5.º puesto del ranking al obtener 5620 puntos (solo a 10 puntos del 4° lugar, Andy Roddick), siendo ésta la máxima cantidad de puntos obtenidos en la carrera de Fernando. A la semana siguiente perdió nuevamente con el español en cuartos de final del Masters de Hamburgo por doble 6-4.
Luego González tuvo una decepcionante participación en los Grand Slam de Roland Garros, US Open y US Open, en donde llegó hasta la primera ronda en los dos primeros, y la tercera ronda, en el último. Fernando pierde así la oportunidad de pelear puestos entre los primeros 5 del mundo.
Sin embargo a la siguiente semana del US Open Fernando obtiene su octavo título, en el Torneo de Pekín; en 1ª ronda venció a Alexander Peya 3-6, 6-3, 7-5. En 2.ª ronda a su compatriota Paul Capdeville 6-1 y 6-2, en cuartos de final al coreano Lee Hyung-Taik por 7-5, 6-7(5), 6-4 y en semifinales doblegó al croata Ivan Ljubičić 2-6, 6-3 y 6-4 para instalarse en la final. Allí se deshizo de Tommy Robredo por 6-1 3-6 6-1 y de esta forma romper con el récord de no ganar un título ATP en casi dos años logrando su octavo trofeo y tercero en pista dura.
En el Masters de Madrid alcanzó cuartos de final tras vencer a Nicolás Almagro y Juan Mónaco en sets corridos y ahí perdió con el alemán Nicolas Kiefer por 7-6(5) y 6-2, esto le permitió por primera vez en su carrera clasificarse de forma directa al Tennis Masters Cup, esta vez como N.° 7 del mundo convirtiéndose en el primer chileno en clasificarse al torneo de maestros desde Marcelo Ríos en 1998.
Quedó situado en el Grupo Rojo con el suizo Roger Federer, el ruso Nikolái Davydenko y el estadounidense Andy Roddick. En su primer partido enfrentó al rival más fuerte del grupo: Federer y para sorpresa de mucho y por primera vez en once enfrentamientos venció al suizo y actual monarca por 3-6 7-6(1) y 7-5. Después en su segundo partido le tocó medirse con Roddick en el que cayó inapelablemente por 1-6 y 4-6. Ya en su tercer partido debía vencer a Davydenko para avanzar a semifinales, algo que no sucedió y nuevamente perdió en sets corridos 3-6, 4-6. Así quedó último en el Grupo con un bagaje de 1-2.
González terminó el 2007 cumpliendo con sus anhelos de clasificar directamente a la Tennis Masters Cup, y mejorar su ranking final, terminando el año como n.º 7 del mundo (su mejor ranking a final de temporada), además de ganar un título ATP. Pese a tener un rendimiento irregular durante el año, su arribo a las finales del Abierto de Australia y del Masters de Roma le sirvieron para mantenerse durante todo el año dentro de la lista de los diez mejores, además de conservar su liderazgo como mejor tenista latinoamericano. Por todos estos méritos, en diciembre de 2007 fue galardonado como el mejor deportista del año en Chile de cualquier especialidad.

#### 2008
El 2008 no comienza de la mejor forma para González pues no puede defender la final del Abierto de Australia al perder en tercera ronda con el joven croata de 19 años Marin Čilić por 6-2, 6-7(4), 6-3 y 6-1. Esto le significó a Fernando González bajar 17 puestos en el ranking para quedar como el n.º 24 del mundo. Sin embargo, se tomó revancha a la semana siguiente al coronarse campeón del Torneo de Viña del Mar, comenzó derrotando a Paul Capdeville, Diego Hartfield, Carlos Berlocq en sets corridos para alcanzar las semifinales, allí derrotó al emergente uruguayo Pablo Cuevas por 6-7(4), 7-6(6) y 6-2 en tres horas y 4 minutos, así se coronó campeón del certamen final se necesidad de jugar la final ya que horas antes del duelo, el argentino Juan Mónaco se bajó de la final por lesión, así González consiguió su primer título del año, 6.º en tierra batida y noveno en general. También fue la tercera vez que triunfo en el torneo de su país y así subió ocho lugares en el Ranking hasta el puesto 16
Comienza abril jugando la final de la Zona Americana 1 contra Canadá en el Estadio Nacional en Santiago de Chile sobre tierra batida; abre la serie venciendo a Peter Polansky por 7-6(4), 7-6(3), 5-7 y 6-2. Luego el sábado junto a Nicolás Massú cerró la serie por 3-0 al vencer a la dupla canadiense Daniel Nestor/Frédéric Niemeyer en cinco mangas y viniendo de un 0-2 abajo en sets, finalmente Chile ganó la serie 3-2 y aseguró jugar el repechaje al Grupo Mundial en septiembre. Tras esto, Fernando decide descansar y no jugar el Masters de Montecarlo, para volver a las canchas en mayo en el ATP 250 de Múnich como 2° cabeza de serie, en 1.ª ronda venció a Dudi Sela 6-3, 6-4; en 2.ª ronda venció al belga Kristof Vliegen 1-6, 7-5 y 6-3. En cuartos de final doblegó al Will Card ruso Marat Safin 6-3 y 7-5. En semifinales venció al marroquí Younes El Aynaoui 3-6, 6-4 y 6-3 para avanzar a la final. Allí venció en tres sets al italiano Simone Bolelli por parciales de 7-6(4), 6-7(4) y 6-3 logrando el décimo título de su carrera, segundo del año y séptimo en arcilla, y su décimo triunfo consecutivo en arcilla en lo que va de la temporada, además de quedar a las puertas de la lista de los diez mejores. Apenas sin descaso, disputó el Masters de Roma, en 1ª ronda doblegó al serbio Janko Tipsarević en un duro encuentro por 3-6, 7-6(0) y 7-6(6). En 2.ª ronda venció al ruso Yevgueni Koroliov por un fácil 6-3 y 6-2, en 3.ª ronda debía enfrentarse al español Nicolás Almagro pero se retiró por lesión, debido a esto también se bajó del Masters de Hamburgo.
Llegó a Roland Garros entre algodones, pero aun así logró una buena participación. Comenzó en la 1.ª ronda como 24° cabeza de serie venció con más facilidad al uruguayo Pablo Cuevas que en Viña por 6-3, 6-3, 6-1; en 2.ª ronda venció en cuatro sets al español Pablo Andújar por parciales de 7-5, 6-0, 6-7(4), 7-6(3). En tercera ronda se enfrentó al reciente finalista de Roma y 9° cabeza de serie Stan Wawrinka, al que venció en un batalla de cinco sets y tras levantar 2 sets por 5-7, 2-6, 6-4, 6-4 y 6-4. En 4.ª ronda venció a una de las sorpresas del torneo Robby Ginepri en sets corridos por 7-6(4), 6-3 y 6-1 para alcanzar por segunda vez los cuartos de final en París, allí fue derrotado por el N.º 1 del mundo Roger Federer por 11.ª vez en el historial entre ambos por 2-6, 6-2, 6-3, 6-4 y perdiendo una racha de 16 victorias consecutivas sobre arcilla. En la primera ronda de Wimbledon venció nuevamente al estadounidense Robby Ginepri por 7-6(3), 7-5 y 7-5, en 2.ª ronda se enfrentó con el italiano Simone Bolelli quien tendría su venganza tras lo ocurrido en Múnich derrotándolo en cuatro mangas por 6-7(8), 6-7(7), 6-3 y 6-7(4).
Una vez concluido Wimbledon, Mano de Piedra se preparó para jugar los Juegos Olímpicos de Pekín 2008 en agosto, donde fue el abanderado oficial de la delegación chilena en la ceremonia de apertura y representó a Chile en modalidad de individuales y dobles. Como en Atenas 2004 hizo pareja con Nicolás Massú en dobles masculinos, pero no pudieron defender su oro, perdiendo en la primera ronda contra Dmitri Tursúnov y Mijaíl Yuzhny por 7-6(5) y 6-4. En individuales mejoró su participación a diferencia de Atenas. Como 12° cabeza de serie y en primera ronda venció al local Peng Sun doble 6-4. En 2.ª ronda se impuso al croata Marin Čilić 6-4 y 6-2. En tercera ronda doblegó al belga Olivier Rochus por un fácil 6-0 y 6-3, en cuartos de final se despachó al francés Paul-Henri Mathieu por doble 6-4 y así llegó a semifinales sin ceder sets y jugando un tenis bestial. Allí venció en un emocionante partido al estadounidense N.º 7 del ranking ATP, James Blake, por un score de 4-6, 7-5 y 11-9 en el tercer set. En lo que se convirtió en un hito histórico para su carrera ya que fue su victoria número 300 en el circuito, y para su país, al instalar a un chileno por segunda olimpíada consecutiva en una final de tenis. Mano de Piedra se enfrentó el domingo 17 de agosto al n.º 2 del mundo, el español Rafael Nadal, con quien perdió la medalla de oro en un buen encuentro del "Feña" por 3-6, 6-7(2) y 3-6 en 2 horas y 23 minutos quedándose con la medalla de plata y de paso colocando a su país en el medallero de unos juegos olímpicos por tercera vez consecutiva, una buena racha inédita en la historia del deporte olímpico chileno.
En el US Open venció al español Iván Navarro Pastor y al estadounidense Bobby Reynolds en las dos primeras rondas, en 3ª ronda venció al finlandés Jarkko Nieminen por 7-5, 6-3, 6-7(3) y 6-1 mostrando un gran nivel de juego, pero en 4.ª ronda se topó con un extraordinario rendimiento de Andy Roddick impide al chileno avanzar más allá de los octavos de final por parciales de 3-6, 4-6 y 2-6. En septiembre jugó el repechaje de la Copa Davis ante Australia en Antofagasta sobre arcilla; aumentó la ventaja de Chile a 2-0 tras batir a Peter Luczak 6-2, 6-2 y 6-3. En el dobles hizo dupla con Massú y perdieron contra Carsten Ball y Chris Guccione en cinco épicas mangas. Ya el día domingo cerró la serie en el cuarto punto al vencer a Guccione en sets corridos y así ayudó a Chile a volver al grupo mundial para el 2009.
Tras perder en segunda ronda del Masters de Madrid contra Gael Monfils, se bajó de los últimos torneos de la temporada para anticipar sus vacaciones y comenzar el próximo año con energías renovadas. De esta manera termina el año en el puesto n.º 15 del ranking mundial. Al finalizar la temporada, Fernando anunció el término de relaciones con su técnico Larry Stefanki, quien se irá a trabajar con Andy Roddick, gracias a una tentadora oferta económica.
En diciembre Fernando es galardonado por el Círculo de Periodistas Deportivos de Chile, con su tercer "Cóndor de Oro" como el mejor deportista chileno del año, y el 12 del mismo mes anunció que contrato al exjugador argentino Martín Rodríguez como su nuevo entrenador para la temporada 2009.

#### 2009

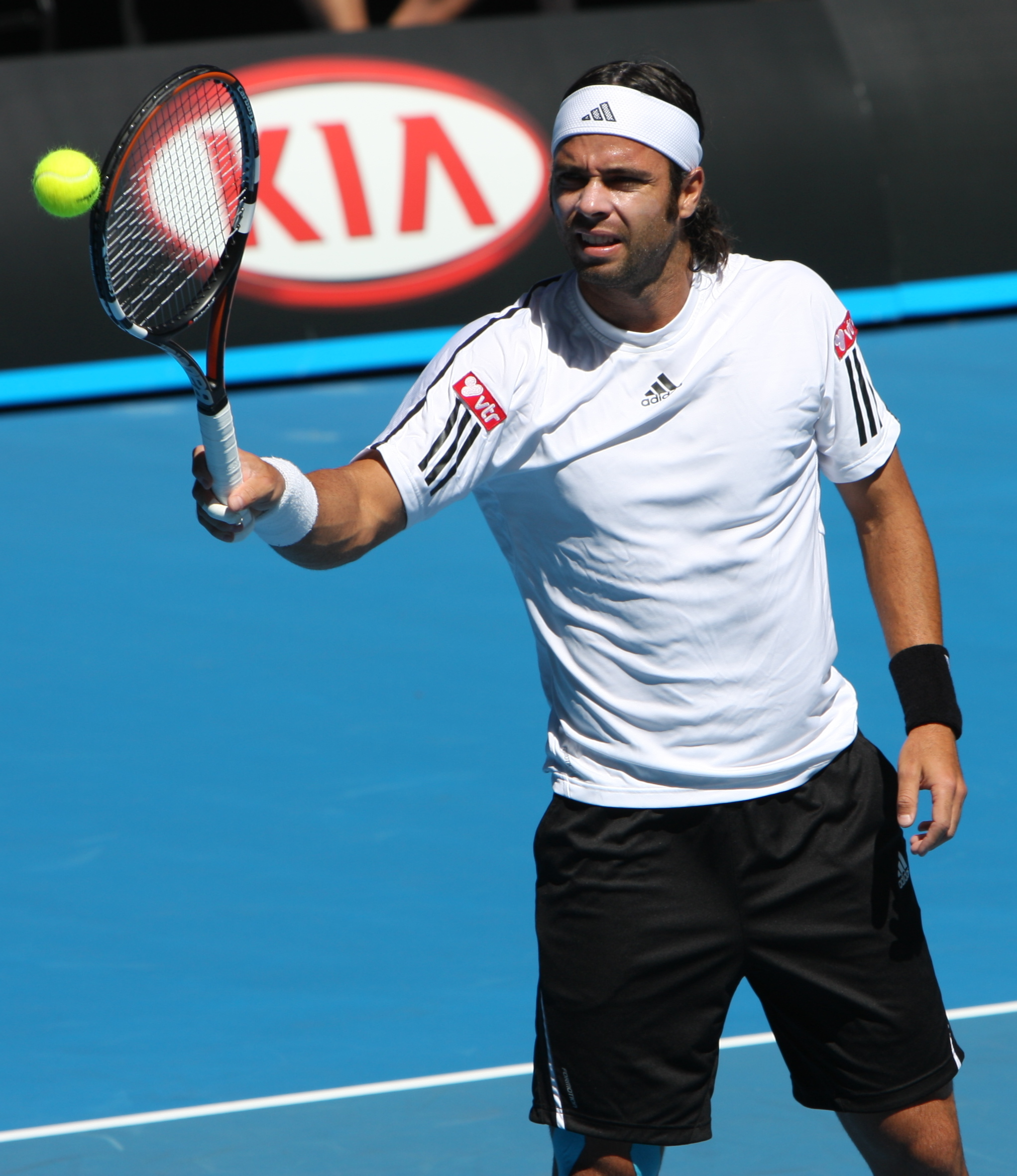
González durante el Abierto de Australia 2009.

Comenzó su temporada con el torneo de exhibición Kooyong Classic en Melbourne de cara al Australian Open. Comienza como 3° cabeza de serie venciendo a Iván Ljubicic 6-4, 6-3. En semifinales cae contra Stan Wawrinka en un reñido partido por 6-7(3), 7-6(1) y 4-6. En el duelo por el tercer puesto cayó contra Fernando Verdasco por 4-6 y 3-6. Luego jugó el Abierto de Australia como 13° cabeza de serie donde debutó contra el ex número uno del mundo e ídolo local Lleyton Hewitt, a quien venció en un thriller de cinco sets que duró 3 horas y 7 minutos prevaleciendo 5-7, 6-2, 6-2, 3-6 y 6-3. En 2.ª ronda venció al argentino Guillermo Cañas por 7-5, 6-3, 6-4. En 3.ª ronda tuvo otro disputado y largo partido contra el francés Richard Gasquet, regresó de dos sets abajo para ganar en un épico encuentro de más de cuatro horas por 3-6, 3-6, 7-6(10), 6-2 y 12-10, siendo considerado hasta la fecha uno de los mejores partidos del Abierto de Australia. Su próximo encuentro fue con el número uno del mundo y eventual campeón, Rafael Nadal, ante quien perdió en sets corridos por 3-6, 2-6 y 4-6.
En febrero participó en el único torneo ATP de su país, el Movistar Open de Viña del Mar, en donde debutó, tras quedar libre en la primera ronda, frente al argentino proveniente de la fase de clasificación, Máximo González a quien venció en un apretado partido por 7-5 y 7-6(7). En los cuartos de final se enfrentó a Juan Mónaco, en la revancha de la final del año pasado que no pudo ser disputada por lesión del argentino, ganando de forma notable por un score de 6-0 y 6-2. En semifinales venció por 6-3 y 6-2 a Pablo Cuevas, y en la final del certamen vence a José Acasuso por un fácil 6-1 y 6-3 en solo 55 minutos, defendiendo el título de forma categórica, sin ceder sets y ganándolo por cuarta vez (en 5 finales) en su carrera, siendo además su 8° título en arcilla y 11° de su carrera. Con esta victoria, regresó al top 15 del ranking mundial.
A principios de marzo, González se perdió la llave de Copa Davis contra Croacia debido a una lesión en la espalda, semanas más tarde anunció su renuncia al equipo chileno de Copa Davis debido a diferencias irreconciliables con los dirigentes de la Federación. Regresó a las canchas en el Masters de Indian Wells. Debutó en 2.ª ronda al ser 17° cabeza de serie, derrotando por segunda vez en la temporada a Lleyton Hewitt por 4-6, 6-2, 6-3. En 3.ª ronda batió al 13° del mundo James Blake por 7-5, 6-1 en una gran actuación del Feña, en la cuarta ronda se enfrentó al n.º 2 del mundo Roger Federer con quien perdió 3-6, 7-5, 2-6 en un buen partido del chileno. Continuó con el Masters de Miami, en 2.ª ronda venció al ruso Ígor Kunitsyn doble 6-4 y en 3.ª ronda perdió con el checo Radek Štěpánek por 6-7(1) y 4-6.
Decide saltarse el Masters de Monte Carlo y comienza la gira de tierra batida europea en el Torneo Conde de Godó ingresando gracias a un Will Card, venció a José Acasuso y Juan Mónaco en sets corridos para alcanzar cuartos de final, allí doblegó al local y 2.º cabeza de serie Fernando Verdasco por 6-3, 4-6 y 6-4. En semifinales cayó contra David Ferrer en un reñido partido por 6-2, 2-6 y 6-7(5). En el Masters de Roma logró llegar hasta semifinales luego de vencer en la Ronda de 64 a Jérémy Chardy por 6-4 y 6-1, luego a Janko Tipsarević por un doble 6-4, en octavos de final derrotó en un duro partido a Jürgen Melzer por 3-6, 6-3 y 7-5 para en los cuartos de final derrotar a Juan Mónaco en otro exigente partido por 2-6, 6-3 y 6-4. En las semifinales pierde con el rey de la arcilla y n.º 1 del mundo, Rafael Nadal por un doble 6-3. Mientras daba autógrafos en Roma, Fernando se torció el tobillo e increíblemente contrae un esguince que le impide participar y defender el título en el Torneo de Múnich y en el Masters de Madrid.

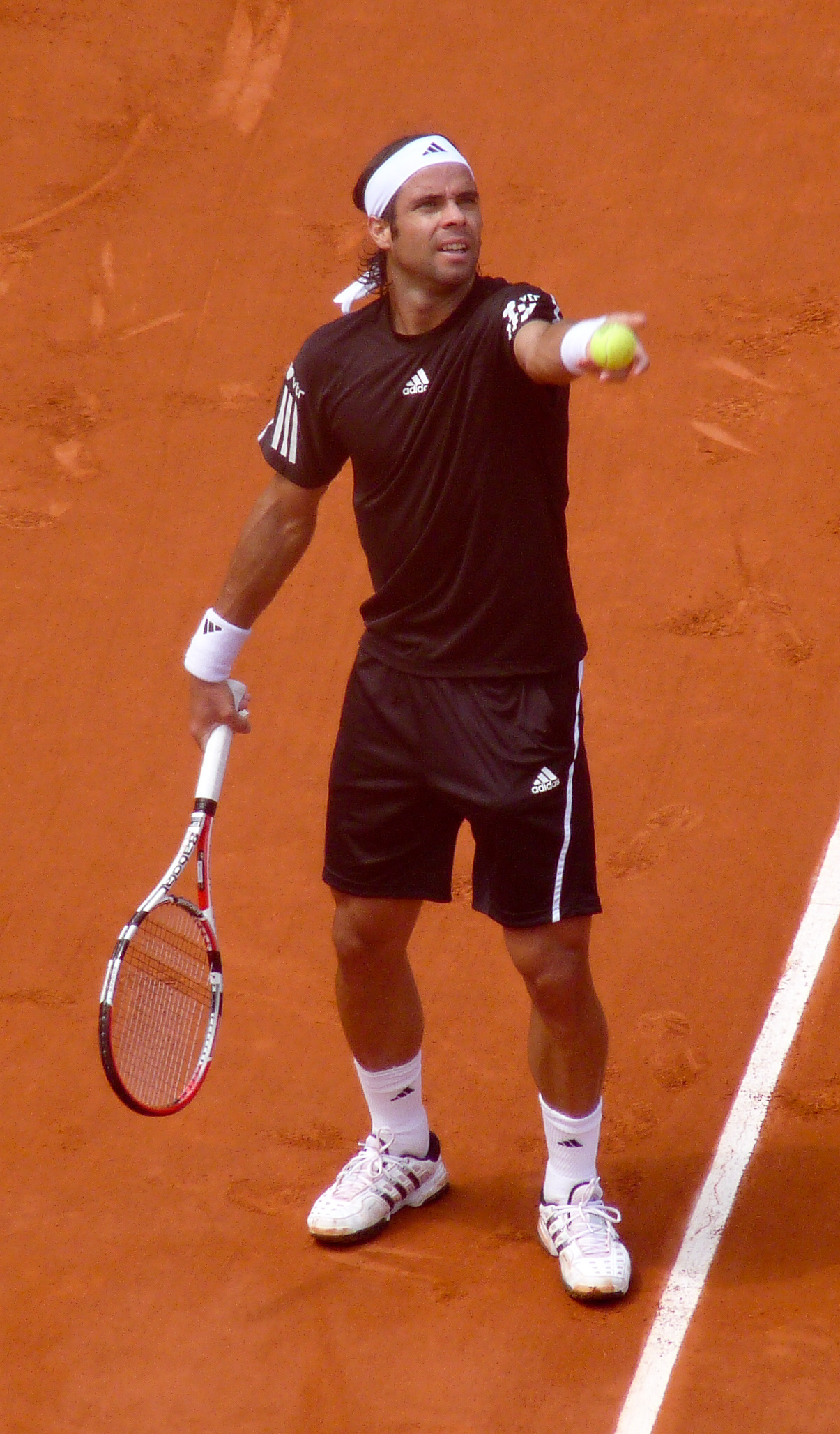
González llegó a las semifinales de Roland Garros 2009, perdiendo contra el sueco Robin Söderling en cinco sets y siendo esa su mejor actuación en el torneo.

Regresa en Roland Garros, ya recuperado de su lesión avanzó a la segunda semana del Grand Slam parisino con un tenis demoledor derrotando a Jiří Vaněk, Rui Machado, Josselin Ouanna y Victor Hănescu en sets corridos, en cuartos de final se vio las caras con el n.º 3 del mundo Andy Murray y daría una de las sorpresas del torneo al vencerlo por 6-3, 3-6, 6-0 y 6-4 para llegar a semifinales de RG por primera vez en su carrera. El rival sería la sorpresa del campeonato; el sueco Robin Söderling quien derrotó al invicto y cuatro veces campeón del torneo Rafael Nadal, y aplastó al dos veces semifinalista Nikolái Davydenko. El partido comenzaría con dos sets en contra hasta que Fernando recuperara el marcador al igualarlo a dos sets por lado. En el quinto set Fernando se pondría en ventaja 4-1 y 15-30, sin embargo el nivel de juego impresionante del sueco le permite ganar el set y terminar con el sueño de Fernando con un score de 3-6, 7-5, 7-5, 6-4, 4-6 quedando a un pasito de jugar su segunda final de Grand Slam. Aun así, Fernando se transformó en el tenista chileno con mejores participaciones en Grand Slam, alcanzando cuartos de final en el US Open y Wimbledon, semifinales en Roland Garros y final en el Abierto de Australia. Sin embargo, la semifinal le permite regresar al Top 10, que había dejado en octubre de 2008, quedando ubicado justamente en el puesto 10.
Luego de una nueva lesión, reaparece en Wimbledon, derrotó a Teimuraz Gabashvili (7-5, 7-5, 6-3) y Leonardo Mayer (6-7(4), 6-4, 6-4, 6-4), antes de perder ante el español Juan Carlos Ferrero 6-4, 5-7, 4-6, 6-4, 4-6 en la tercera ronda.

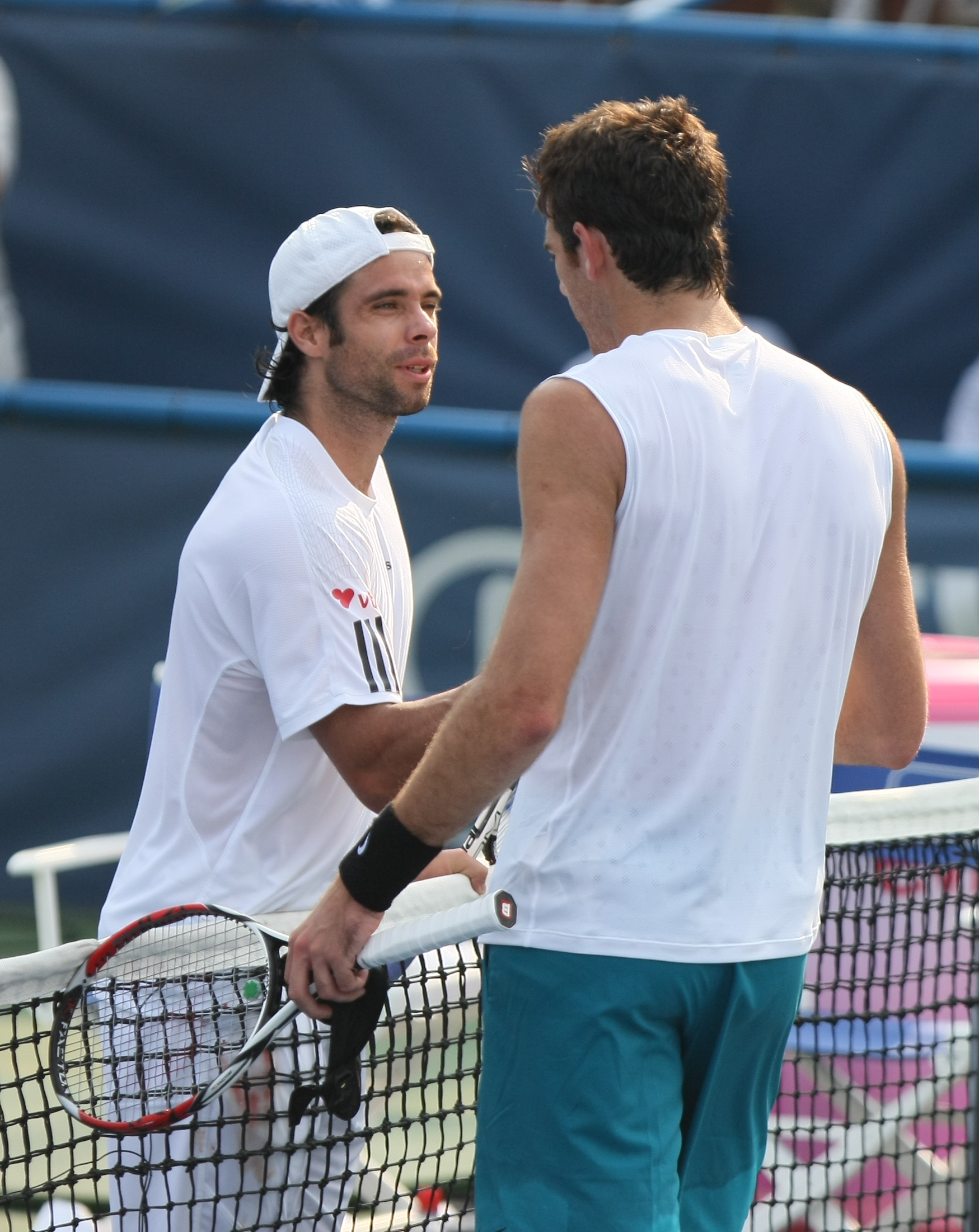
"Feña" tras su duelo con Juan Martín del Potro en las semifinales de Washington 2009.

Hizo un destacado torneo en Washington, llegó a semifinales tras batir a Alejandro Falla, Wayne Odesnik y Tommy Haas en sets corridos. Allí se midió con el argentina y eventual campeón del torneo Juan Martín del Potro perdiendo por 6-7(2) y 3-6. Siguió su gira de pista dura americana con el Masters de Canadá, en 1.ª ronda venció a la joven promesa Milos Raonic en un estrecho partido por 4-6, 7-6(6) y 6-4, en 2.ª ronda batió a Tommy Haas por 7-6(2) y retiro del alemán, en 3.ª ronda perdió con el ruso y 8.º cabeza de serie Nikolái Davydenko 6-7(2), 5-7. Cayó en la primera ronda del Masters de Cincinnati tras retirarse de su partido debido a molestias en la rodilla derecha contra el checo Tomáš Berdych cuando caía 4-6, 0-0.

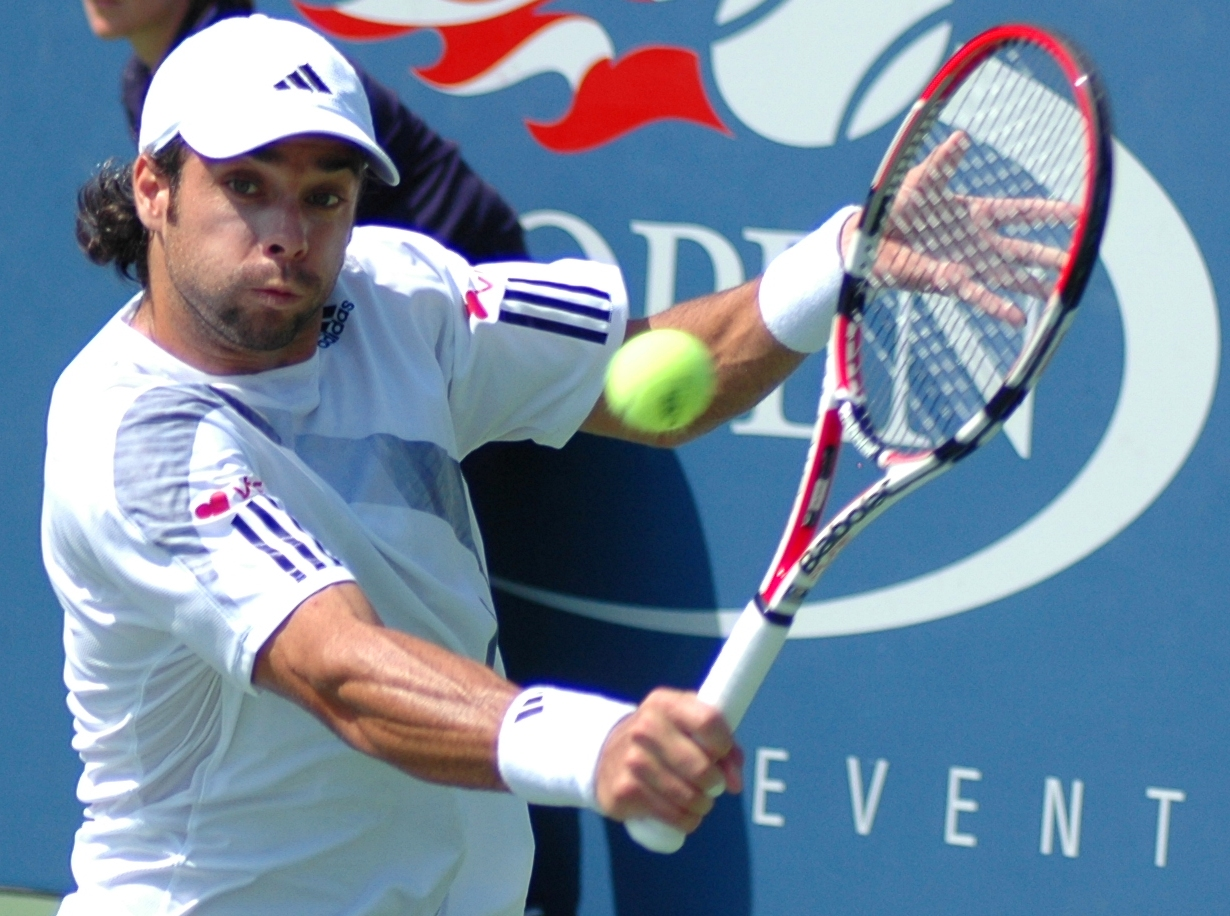
El US Open 2009 fue la última gran actuación de Fernando González en un Grand Slam, al alcanzar cuartos de final perdiendo contra el español Rafael Nadal.

En el US Open fue 11° cabeza de serie y en primera ronda enfrentó a su amigo y compatriota Nicolás Massú venciéndolo por triple 6-3 en su último enfrentamiento entre ambos como profesional (González lideró el H2H 5-2). En 2.ª ronda batió al francés Josselin Ouanna 6-4, 6-7(5), 6-1 y 6-0; en tercera ronda venció al checo Tomáš Berdych por 7-5, 6-4, 6-4 y en octavos de final derrotó a otro francés, Jo-Wilfried Tsonga por 3-6, 6-3, 7-6(3) y 6-4 para avanzar a cuartos de final del US Open por primera vez en siete años. Allí perdió con el n.º 3 del mundo Rafael Nadal en un partido retrasado repetidamente por la lluvia, el partido fue suspendido el jueves por la noche con González perdiendo 6-7(4), 6-6 y 2-3 en el juego decisivo. Cuando el partido se reanudó el viernes, Nadal arrasó ganando el juego decisivo ganándolo con cuatro puntos seguidos y luego ganó el tercer set 6-0, de esta manera se convirtió en su mejor año en cuanto a resultados en Grand Slam, con un récord de 14-4 incluyendo una semifinal en Roland Garros y cuartos de final en US Open, siendo el 2009 la única que llegó mínimo a cuartos de final en 2 Grand Slam.
Terminó su temporada con el Masters de París al ser 10° cabeza de serie empezó desde la segunda ronda, ahí venció al cañonero estadounidense John Isner 7-5 y 7-6(3), en tercera ronda curiosamente se retiró de su partido contra Juan Martín del Potro tras perder siete puntos de partido al finalizar el segundo set, así también perdió la posibilidad de terminar el año como Top 10 ya que solo le bastaba llegar a cuartos de final. En consecuencia termina una buena temporada como Nº11 del mundo.
El 21 de diciembre del 2009 jugó un partido de exhibición con el actual campeón del US Open, Juan Martín del Potro en el Movistar Arena de Santiago de Chile, Fernando ganó el encuentro por 7-5 y 6-4 ante más de nueve mil personas.

### Epílogo (2010-2012)

#### 2010

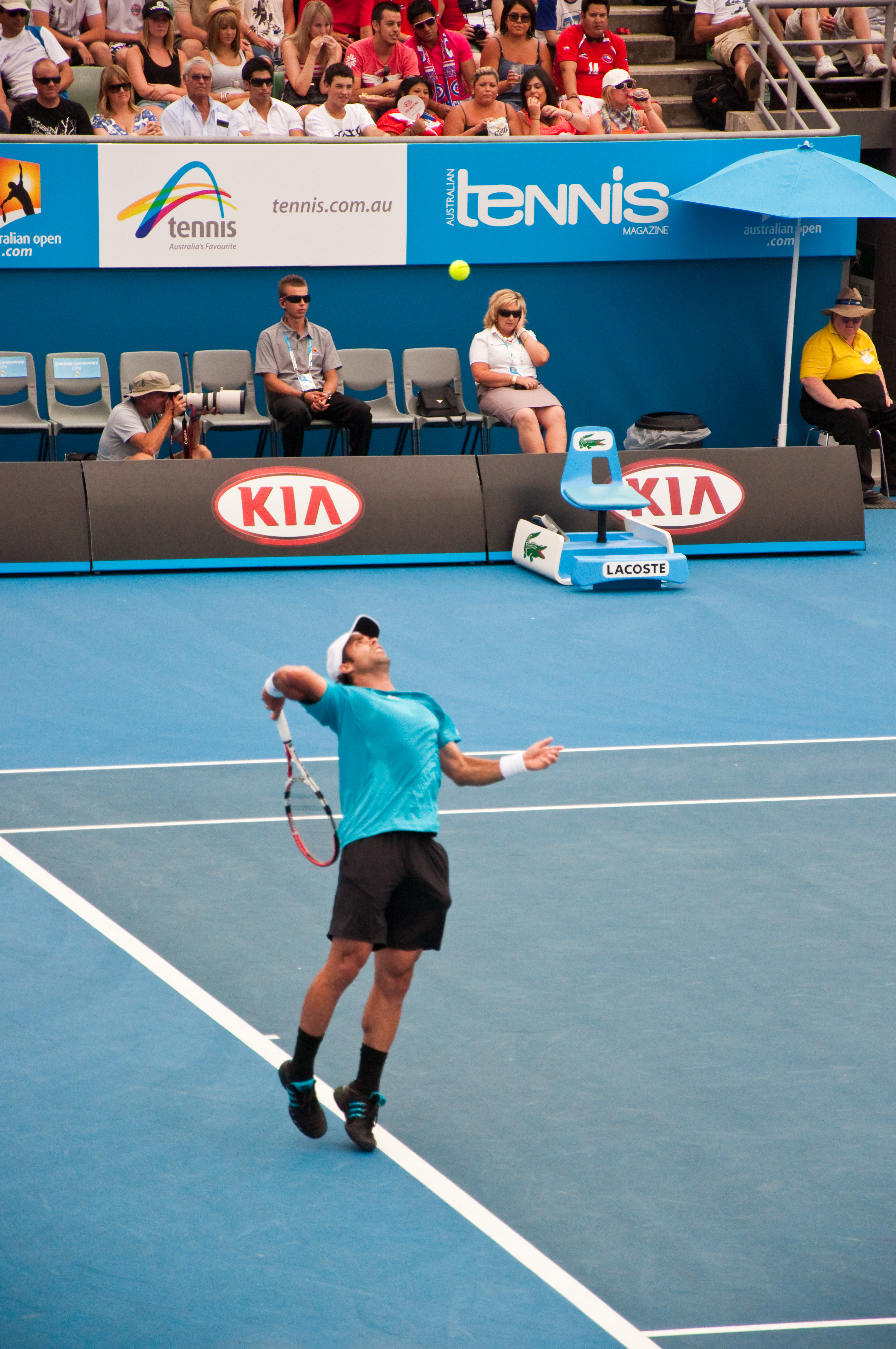
González durante el Abierto de Australia 2010.

Su primer torneo de la temporada fue el Abierto de Australia en el cual llegó a octavos de final, en las dos primeras rondas derrotó a Oliver Rochus y Marsel Ilhan, en 3ª ronda venció al Yevgueni Koroliov en un disputado partido a 5 sets y más de 3 horas de juego por 6-7(5), 6-3, 1-6, 6-3 y 6-4, en octavos de final su rival fue el complicado Andy Roddick ante quien perdió en cinco apretados sets y luego de 3 horas y 25 minutos por un score de 3-6, 6-3, 6-4, 5-7 y 2-6. En el Torneo de Santiago (ex Viña del Mar) no logró defender el título alcanzado en el año anterior, empezó desde la primera ronda como principal cabeza de serie y ahí venció al español Óscar Hernández por un fácil 6-2, 6-1; en segunda ronda batió a otro español Rubén Ramírez Hidalgo por 6-4 y 6-3, en cuartos de final venció nuevamente a un español, Marcel Granollers en doble juego decisivo para alcanzar semifinales, allí perdió con el eventual campeón y brasileño Thomaz Bellucci por 6-3, 4-6 y 3-6, tras haber estado arriba por 6-3 y 4-2 en el marcador, sufriendo entonces malestares estomacales.
También llegó a semifinales en el Torneo de Acapulco tras vencer a Sam Querrey, Victor Hanescu y Eduardo Schwank todos en tres sets, finalmente cayó derrotado en tres sets por David Ferrer por un marcador de 7-6(4), 0-6 y 4-6. González decidió bajarse del Masters 1000 de Indian Wells para viajar a las áreas afectadas por el terremoto de magnitud 8.8 en Chile.
A principios de marzo, junto con sus compañeros de equipo, derrotaron a Israel en la Copa Davis para mandar a Chile a los cuartos de final, debutó en el 2° punto derrotando a Harel Levy en cuatro mangas y luego jugó el cuarto punto venciendo a Dudi Sela en sets corridos para cerrar la serie a favor de Chile por 3-1, en una llave jugada en Coquimbo sobre arcilla. Regresó al circuito en el Masters 1000 de Miami, debutó en segunda ronda venciendo al taiwanes Yen-Hsun Lu por doble 6-4, en 3.ª ronda venció al argentino Juan Mónaco en tres sets por 6-7, 6-4 y 6-2, en la cuarta ronda perdió contra el sueco Robin Söderling por 0-6, 7-6(3), 2-6.
Comenzó la gira de tierra batida europea en el Torneo de Houston como primer cabeza de serie, en 2.ª ronda venció al sudafricano Kevin Anderson 6-4, 4-6 y 6-4, en cuartos de final cayó frente al argentino Horacio Zeballos por doble 4-6. Luego de esto Fernando se ausentó de varios torneos, incluyendo los tres torneos Masters 1000 en arcilla Montecarlo, Roma y Madrid, por una lesión en la rodilla, para recién volver en el Torneo de Barcelona (donde perdió en primera ronda frente al local Albert Ramos-Viñolas en tres sets) y para prepararse para Roland Garros. Sin embargo, en el segundo Grand Slam de la temporada solo alcanzaría la segunda ronda, siendo derrotado por el ucraniano Alexandr Dolgopolov en sets corridos, al sentir nuevamente dolencias en la rodilla derecha.
Estas dolencias finalmente le harían perderse varios torneos, entre ellos Wimbledon y los cuartos de final de la Copa Davis, que Chile debía disputar ante República Checa.
Había anunciado su vuelta para los Masters 1000 de Toronto y Cincinnati, sin embargo, una nueva lesión le impidió participar. Volvió tras tres meses fuera en el ATP 250 de New Haven gracias a un Will Card, al ser 3° cabeza de serie debutó en la segunda ronda donde perdió contra el checo Radek Štěpánek 2-6 y 4-6. En el US Open se retiró en el tercer set de su partido de primera ronda contra el croata Ivan Dodig, cuando perdía por 6-7(2), 6-1 y 1-0. El 21 de septiembre tomó la decisión de someterse a una operación en la cadera derecha y también en la rodilla en Nueva York, entró al quirófano el 4 de octubre y se espera que este entre ocho a nueve meses fuera del circuito.
Fernando, debido a sus lesiones y posteriores operaciones, sólo logró competir el primer tercio del año de forma saludable y aun así finalizó el año dentro del top 100, en la posición N°68 del mundo.

#### 2011
Regresó al circuito el 25 de abril en el Torneo de Belgrado sobre tierra batida tras 8 meses fuera estando en la posición 516° del ranking ATP (logró ingresar por invitación), enfrentando al eslovaco Martín Klizan (156°) teniendo un buen debut ya que lo derrota por parciales de 6-2 y 6-4 en primera ronda, y así volvió a ganar un partido ATP luego de 11 meses desde mayo de 2010 en Roland Garros. Ya en octavos de final le tocó un escollo más difícil ya que se tuvo que enfrentar con el español Feliciano López (37°) perdiendo por parciales de 4-6 y 6-7(4) quedando eliminado del torneo.
Luego, en el Challenger de Praga logró una asombrosa actuación, alcanzando las semifinales del torneo y retirándose en aquella instancia por dolores musculares. A la semana siguiente aparece 81 casilleros más arriba en el ranking ATP convirtiéndose en el nuevo 374° del escalafón mundial.
Fernando no logró recuperarse para participar en Roland Garros, sin embargo en su preparación para Wimbledon ganó el torneo de exhibición en Liverpool lo que es un buen antecedente.

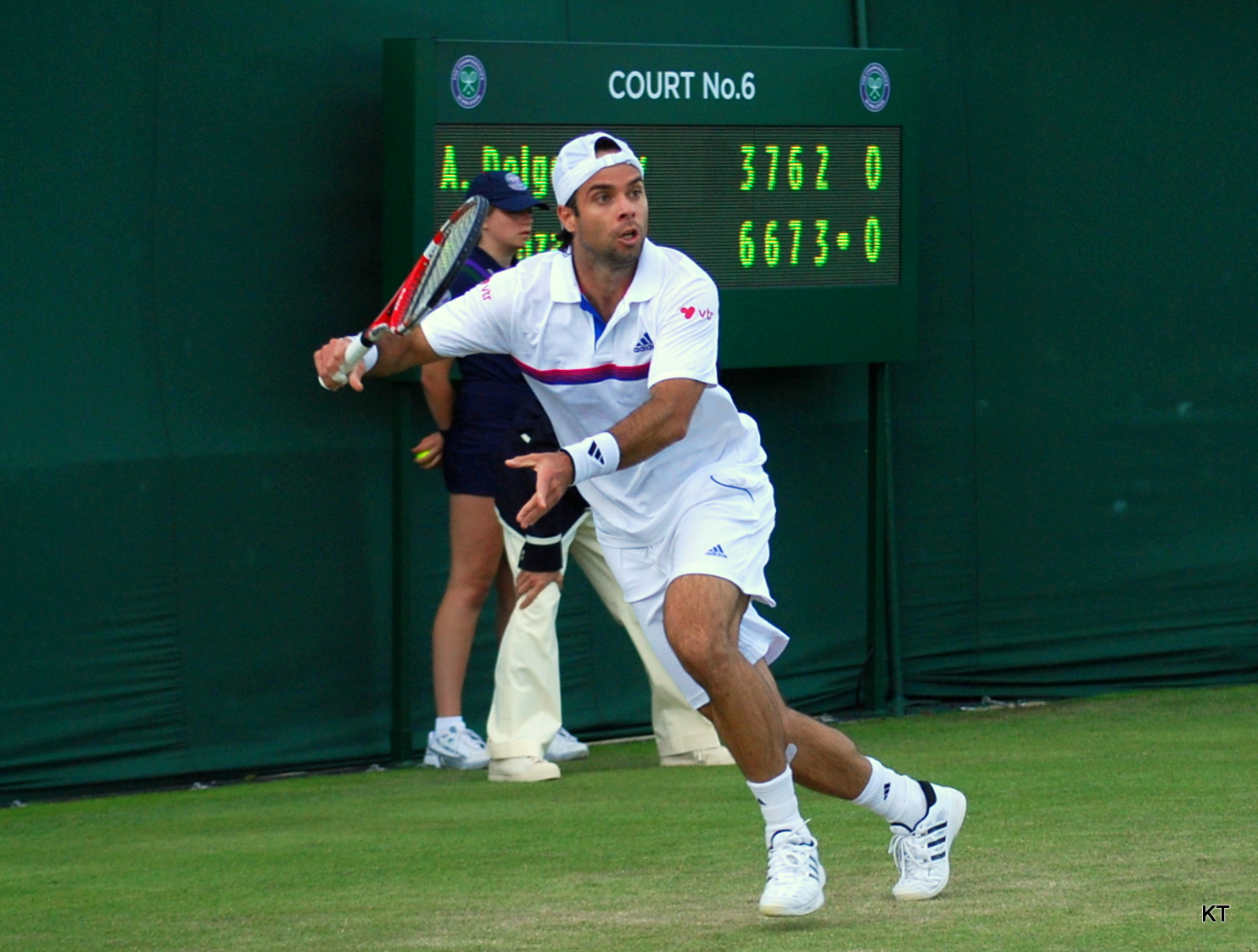
González durante Wimbledon 2011, su penúltima participación en un Grand Slam.

Ya en Wimbledon, Fernando comienza bastante bien ya que derrota en 1.ª ronda a Alexandr Dolgopolov (n°24) por parciales de 6-3, 6-7(6), 7-6(3) y 6-4. Luego en 2.ª ronda se enfrenta a Rik de Voest (147°) al cual le gana por un triple 6-4 en solo 105 minutos de juego, para luego ser eliminado en 3.ª ronda por el francés Jo-Wilfried Tsonga (n°19) por parciales de 3-6, 4-6 y 3-6 en 1 hora 24 minutos no pudiendo pasar a octavos de final, aunque esto no sería para nada malo ya que le permitiría a González subir de la posición 478.º a la 295.º.
En la gira de pista dura norteamericana solo participó en el ATP 250 de Los Ángeles perdiendo en primera ronda ante Ígor Kunitsyn por 4-6 y 3-6. Debutó en el último Grand Slam del año, el US Open en el primer día de competencia perdiendo en un parejo partido en primera ronda ante el croata Ivo Karlović por 6-4, 6-4 y 7-6(3).
Luego en septiembre disputó el repechaje de la Copa Davis ante Italia con el objetivo de mantener a Chile en el Grupo Mundial, debutó en el segundo punto contra el joven talentoso italiano Fabio Fognini, en un partido en el que tuvo retirar tras ir perdiendo 2-6, 6-4, 1-2 y sufrir una trágica lesión, donde Fernando reconoció haber llorado intensamente en el camarín por la decepción de lesionarse nuevamente, así Chile quedó 0-2 abajo y en el dobles la dupla chilena Aguilar/Massú perdió en sets corridos contra Bolelli y Fognini provocando el descenso de Chile en una serie disputada en el Estadio Nacional de Santiago sobre pista dura.
El 17 de octubre anunció el cierre de la temporada 2011, recalcando lo desgastante que fue volver al circuito después de ocho meses de inactividad, en espera de superar las lesiones y hacer una gran pretemporada 2012, para cumplir su sueño de participar en los Juegos Olímpicos de Londres. Termina la temporada en el puesto 298 del ranking.

#### 2012
Comienza el 2012 jugando un torneo de exhibición en Punta del Este, Uruguay donde participó junto en un minicampeonato junto a Gustavo Kuerten, Gastón Gaudio y Juan Martín del Potro a modo de preparación para la temporada. En su primer duelo se enfrentó al "Gato" Gaudio al quien venció 6-3, 3-6 y 6-3 para acceder a la final, allí cayó ante el trasandino Juan Martín del Potro por parciales de 3-6 y 4-6, a pesar de perder se le vio a González muy movedizo y bien físicamente durante estos 2 partidos. Sin embargo anunció su baja para el Abierto de Australia debido a un virus y dolores en la cadera. Finalmente asegura su regreso al tour profesional tras cinco meses sin jugar un torneo ATP en el próximo VTR Open en Viña del Mar sobre arcilla chilena gracias a un Will Card, en 1ª ronda derrotó al español Pere Riba por un doble 6-4 y así volvió a ganar un partido profesional luego de 8 meses, en 2.ª ronda se enfrentó al brasileño João Souza contra quien perdió por 3-6 y 6-7(6). El 9 de febrero de 2012 convocó a una conferencia de prensa, en la cual anunció su retiro para luego del Masters de Miami de marzo de 2012. González señaló que actualmente no se siente con la energía, ni está dispuesto a dar todo el esfuerzo que requiere volver a estar donde quiere estar, por lo que prefiere dar un paso al costado.
Tras una semana de descanso, jugó el Torneo de Brasil, su antepenúltimo como profesional gracias a otro WC, allí perdió en primera ronda contra el ruso Igor Andreev por 2-6 y 3-6. A la semana siguiente jugó el ATP 250 de Buenos Aires, en 1.ª ronda derrotó a Albert Montañés por 7-5, 1-0 y retiro del español, en segunda ronda le ganó a otro español Albert Ramos por doble 7-6, en cuartos de final fue eliminado por el n.º 5 del mundo y eventual campeón David Ferrer por 2-6 y 4-6.
Tras casi en mes de descanso, jugó su último torneo como profesional el Masters de Miami gracias a un Will Card, debutó en primera ronda el 21 de marzo de 2012 enfrentándose al francés N°92 del ranking Nicolas Mahut, contra quien perdió en un luchado partido por parciales de 5-7, 6-4 y 7-6(3), dando fin a la carrera profesional de González a los 31 años de edad y tras 12 años en la élite.

### Retiro
Luego de su retiro, Fernando anunció que realizaría un partido de despedida en Santiago frente al también recientemente retirado español Juan Carlos Ferrero, número uno del mundo en 2003 y campeón de Roland Garros ese año.
El encuentro se realizó el 13 de abril del 2013 en la comuna de Puente Alto sobre pista dura y fue una victoria para El Bombardero de la Reina por doble 6-4 así se despedía con un triunfo de su público.
En marzo de 2013 dio a conocer que oficialmente comenzará una carrera como entrenador, teniendo como primer pupilo al joven chileno Matías Sborowitz. En mayo de 2014 se integra al equipo técnico del colombiano Santiago Giraldo.

### ATP Champions Tour (2014-presente)
Fernando participa desde 2014 en el ATP Champions Tour; exclusivo tour de veteranos cuya participación está sólo reservada para los finalistas de Grand Slam o Copa Davis. En este Tour ha ganado 3 títulos; derrotando en la final a Andy Roddick en Londres 2014, a Michael Chang en Seúl 2015, y a Tim Henman nuevamente en Londres 2015. En 2015 Fernando terminá como n.º 1 del mundo en la categoría Seniors, siendo el segundo chileno de la historia en lograrlo luego de Marcelo Ríos en 2006.

### Homenajes
Fue invitado en 2004 por el presidente de Chile Ricardo Lagos al Palacio de La Moneda en Santiago, donde se asomó a un balcón del segundo piso para saludar a miles de personas. En 2012 la Asociación de Tenistas Profesionales publicó un video de despedida y la Cámara de Diputados de Chile le entregó una medalla y un diploma por sus logros profesionales y su calidad humana, durante una sesión ordinaria realizada en el Congreso Nacional de Chile en Valparaíso. En 2015 la Federación Internacional de Tenis le otorgó un trofeo del Premio Compromiso por haber jugado un mínimo de 20 series en la Copa Davis, durante su Reunión General Anual efectuada en el Hotel Marriott Santiago. Hay una calle con su nombre en la comuna chilena de Colina.  (33°11′09″S 70°39′50″O / -33.1859371, -70.6637791)

## Copa Davis
González debutó en el Equipo de Copa Davis de Chile en abril de 1998 frente a Franco Squillari de Argentina con 17 años de edad. Ha participado en todas las series de la Copa Davis desde entonces, siendo un pilar fundamental para Chile. A comienzos del 2009 Fernando anuncia su retiro del equipo debido a diferencias irreconciliables con los dirigentes de la Federación. A comienzos de 2010 Fernando reingresa al equipo gracias a la intervención de la presidenta Michelle Bachelet, por lo que disputó la primera ronda del grupo mundial frente a Israel, en la que ganó sus dos puntos para Chile ayudando a superar a Israel por un total de 4-1. Tiene un registro total de 31-12 (20-6 en individuales y 11-6 en dobles). Junto a Nicolás Massú han sido la dupla más ganadora de la historia de Chile con un registro de 9-4. El mejor resultado alcanzado por el equipo mientras Fernando ha participado han sido los cuartos de final en 2006, siendo derrotados por el poderoso equipo estadounidense por 2-3, y los cuartos de final de 2010 siendo derrotados ante el equipo de República Checa donde tuvo que ausentarse por lesión.

## Estilo de juego
Su máximo ídolo desde la infancia ha sido Andre Agassi.[cita requerida] Empleaba una raqueta del modelo Babolat Pure Storm. Era diestro con revés a una mano. Era un jugador ofensivo que presentaba desarrollo muscular y se movía con mucha soltura en todo tipo de superficies. Se le reconocía por su poderosa derecha y su veloz saque, por lo cual la prensa local lo apodó como Mano de piedra (otorgado por el periodista Juan Pablo Salas de El Mercurio)[cita requerida] o El Bombardero de La Reina (invención de Leopoldo Iturra de La Tercera),[cita requerida] mientras que en la prensa de habla inglesa es también conocido como Speedy González o Mr. Forehand.[cita requerida]

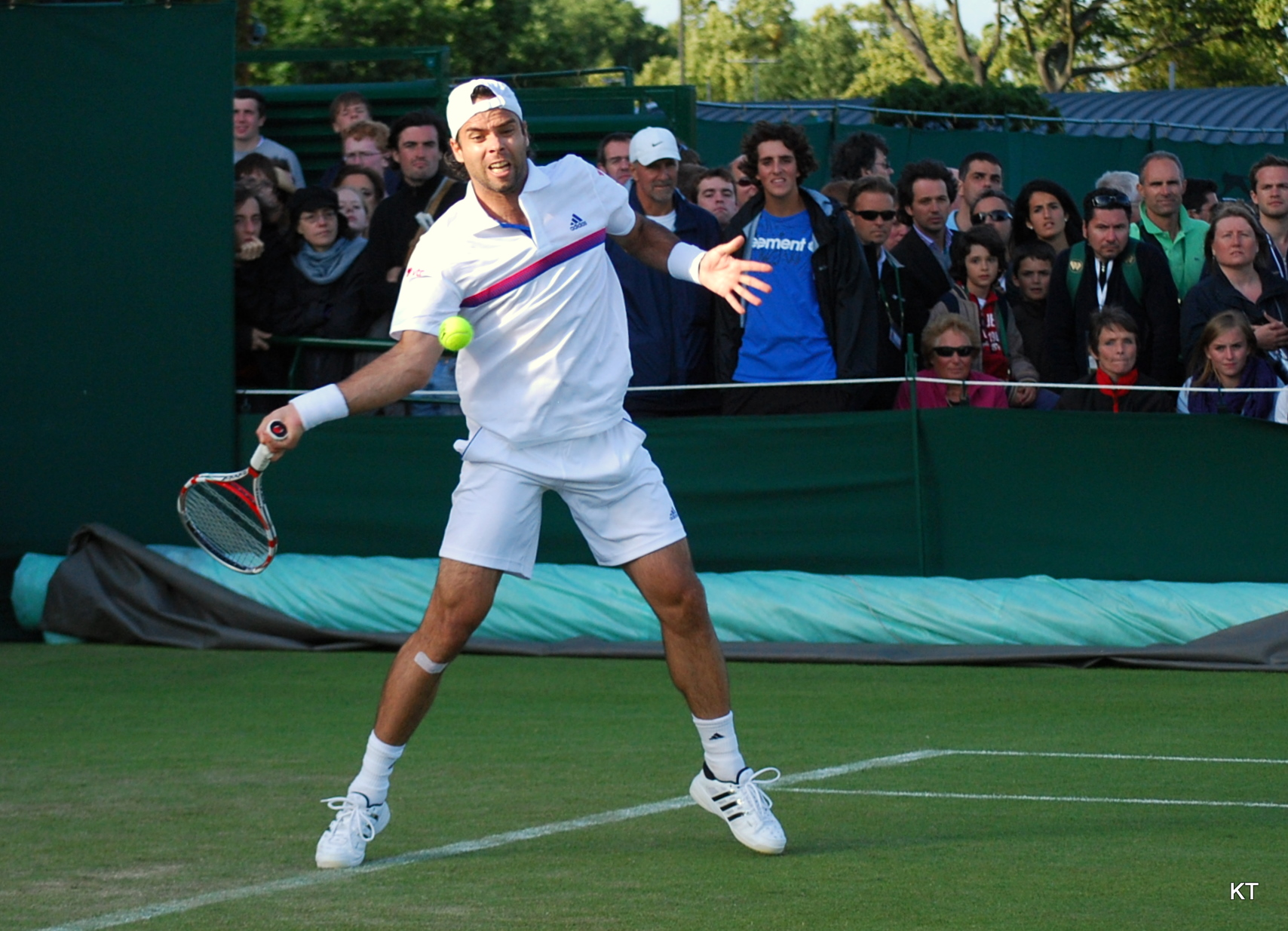
González ejecutando un «derechazo atómico» en Wimbledon de 2011.

Registró el «derechazo atómico»: tiro ofensivo potente que consiste en apoyarse sobre los dedos de los pies —aumentando la presión sobre el suelo—, soltar el cuerpo tensado —dando firmeza— con el brazo libre recogido —disminuyendo la inercia rotacional—, realizar un giro vehemente del tronco —forzando principalmente los músculos centrales—, golpear con «liberación retardada» de la raqueta —aumentando el impulso y torque—, y adelantar la pierna del mismo lado —evitando caer—, factible en cualquier lugar de la cancha y momento del punto; propiciado por la necesidad de compensar la menor fricción que debilita los golpes en la arcilla de Santiago de Chile debido al clima mediterráneo continentalizado de estación seca prolongada, configurado durante los entrenamientos de su etapa juvenil en los años 1990 y bautizado como analogía con la energía atómica por la cantidad liberada durante una reacción. Ha sido adoptado por Casper Ruud y Holger Rune.
Bajo la tutela de Larry Stefanki (abril de 2006 a fin de año del 2008), Fernando desarrolló un mayor equilibrio en su juego, en el sentido de saber cuándo golpear con fuerza y cuándo hacer slices o tiros con mayor colocación y menor fuerza. Una de las principales críticas que se le hizo fue su falta de regularidad, ya que podía jugar de forma extraordinaria en una semana, y a la siguiente perder en primera ronda. Su último entrenador fue Horacio Matta y su preparador físico Carlos Burgos. Anteriormente fue entrenado por Horacio de la Peña y Martín Rodríguez, entre otros. En el Circuito de la ATP, tuvo la paternidad sobre Juan Mónaco (6-0), y sobre Stan Wawrinka (5-0) y sus bestias negras fueron Nikolái Davydenko (0-6), quien neutralizaba el «derechazo atómico» con potentes golpes de fondo, como también Roger Federer (1-12) a quien sólo pudo ganar en una ocasión luego de doce derrotas, y Andy Roddick (3-9) con quien perdió nueve veces. Es uno de los pocos que tienen historial favorable ante Novak Djokovic (2-1).

## Clasificación histórica
| Grand Slam                 |     |     |     |      |       |       |       |       |       |       |       |       |      |     |     |            |
| Abierto de Australia       | A   | A   | A   | 1R   | 4R    | 2R    | 1R    | 3R    | 1R    | F     | 3R    | 4R    | 4R   | A   | A   | 20–10      |
| Roland Garros              | A   | A   | Q2  | 2R   | 3R    | CF    | 1R    | 3R    | 2R    | 1R    | CF    | SF    | 2R   | A   | A   | 20–10      |
| Wimbledon                  | A   | A   | A   | Q2   | 2R    | 1R    | 3R    | CF    | 3R    | 3R    | 2R    | 3R    | A    | 3R  | A   | 16–9       |
| US Open                    | A   | A   | 2R  | Q2   | CF    | 3R    | 1R    | 3R    | 3R    | 1R    | 4R    | CF    | 1R   | 1R  | A   | 18–11      |
| Victorias – Derrotas       | 0–0 | 0–0 | 1–1 | 1–2  | 10–4  | 7–4   | 2–4   | 10–4  | 5–4   | 8–4   | 10–4  | 14–4  | 4–3  | 2–2 | 0–0 | 74–40      |
| Torneo de Fin de Año       |     |     |     |      |       |       |       |       |       |       |       |       |      |     |     |            |
| Torneo de Maestros         |     |     |     |      |       |       |       | RR    |       | RR    |       |       |      |     |     | 2–3        |
| ATP Masters Series         |     |     |     |      |       |       |       |       |       |       |       |       |      |     |     |            |
| Indian Wells               | A   | A   | A   | A    | 2R    | 1R    | 3R    | 4R    | 2R    | 4R    | 2R    | 4R    | A    | A   | A   | 8–8        |
| Miami                      | A   | A   | A   | A    | 4R    | 2R    | SF    | 3R    | 3R    | 3R    | 3R    | 3R    | 4R   | A   | 1R  | 13–10      |
| Monte-Carlo                | A   | A   | A   | A    | 1R    | 1R    | 1R    | 3R    | SF    | 2R    | A     | A     | A    | A   | A   | 6–6        |
| Roma                       | A   | A   | A   | A    | 3R    | A     | 2R    | 1R    | CF    | F     | 3R    | SF    | A    | A   | A   | 16–6       |
| Hamburgo1                  | A   | A   | A   | A    | 2R    | CF    | 3R    | 2R    | 3R    | CF    | A     | A     | A    | A   | A   | 11–6       |
| Canadá                     | A   | A   | A   | A    | 1R    | 1R    | 3R    | 1R    | SF    | 2R    | 2R    | 3R    | A    | A   | A   | 9–8        |
| Cincinnati                 | A   | A   | A   | A    | SF    | 2R    | 2R    | 3R    | SF    | 2R    | 1R    | 1R    | A    | A   | A   | 12–8       |
| Madrid2                    | A   | A   | A   | A    | 2R    | 1R    | 2R    | CF    | F     | CF    | 2R    | 3R    | A    | A   | A   | 10–8       |
| París                      | A   | A   | A   | A    | 1R    | 1R    | 2R    | 2R    | 2R    | 2R    | A     | 3R    | A    | A   | A   | 1–7        |
| Victorias – Derrotas       | 0–0 | 0–0 | 0–0 | 0–0  | 12–9  | 4–8   | 11–9  | 9–9   | 21–9  | 11–9  | 4–5   | 12–7  | 2–1  | 0–0 | 0–1 | 86–67      |
| Representación Nacional    |     |     |     |      |       |       |       |       |       |       |       |       |      |     |     |            |
| Juegos Olímpicos           |     |     | A   |      |       |       | SF-B  |       |       |       | F-S   |       |      |     | A   | 10–2       |
| Copa Davis                 | Z1  | PO  | PO  |      | Z1    | Z1    | PO    | 1R    | CF    | 1R    | PO    |       | CF   | 1R  |     | 20–7       |
| Düsseldorf                 |     |     |     |      |       | G     | G     | RR    | RR    | RR    |       |       |      |     |     | 13–3       |
| Estadísticas               |     |     |     |      |       |       |       |       |       |       |       |       |      |     |     |            |
| Títulos                    | 0   | 0   | 1   | 0    | 2     | 0     | 1     | 3     | 0     | 1     | 2     | 1     | 0    | 0   | 0   | 11         |
| Finales Alcanzadas         | 0   | 0   | 1   | 0    | 3     | 2     | 2     | 4     | 3     | 3     | 3     | 1     | 0    | 0   | 0   | 22         |
| Total Victorias – Derrotas | 0–1 | 3–1 | 9–5 | 5–10 | 40–22 | 37–24 | 42–21 | 49–23 | 49–22 | 37–24 | 39–15 | 39–16 | 15–9 | 3–5 | 3–4 | 370–202    |
| Ranking de Fin de Año      | 580 | 412 | 115 | 139  | 18    | 35    | 23    | 11    | 10    | 7     | 15    | 11    | 68   | 298 | 509 | $8,288,402 |